# Symbolisme (art)
Vous lisez un « article de qualité » labellisé en 2021.
Pour les articles homonymes, voir symbolisme.

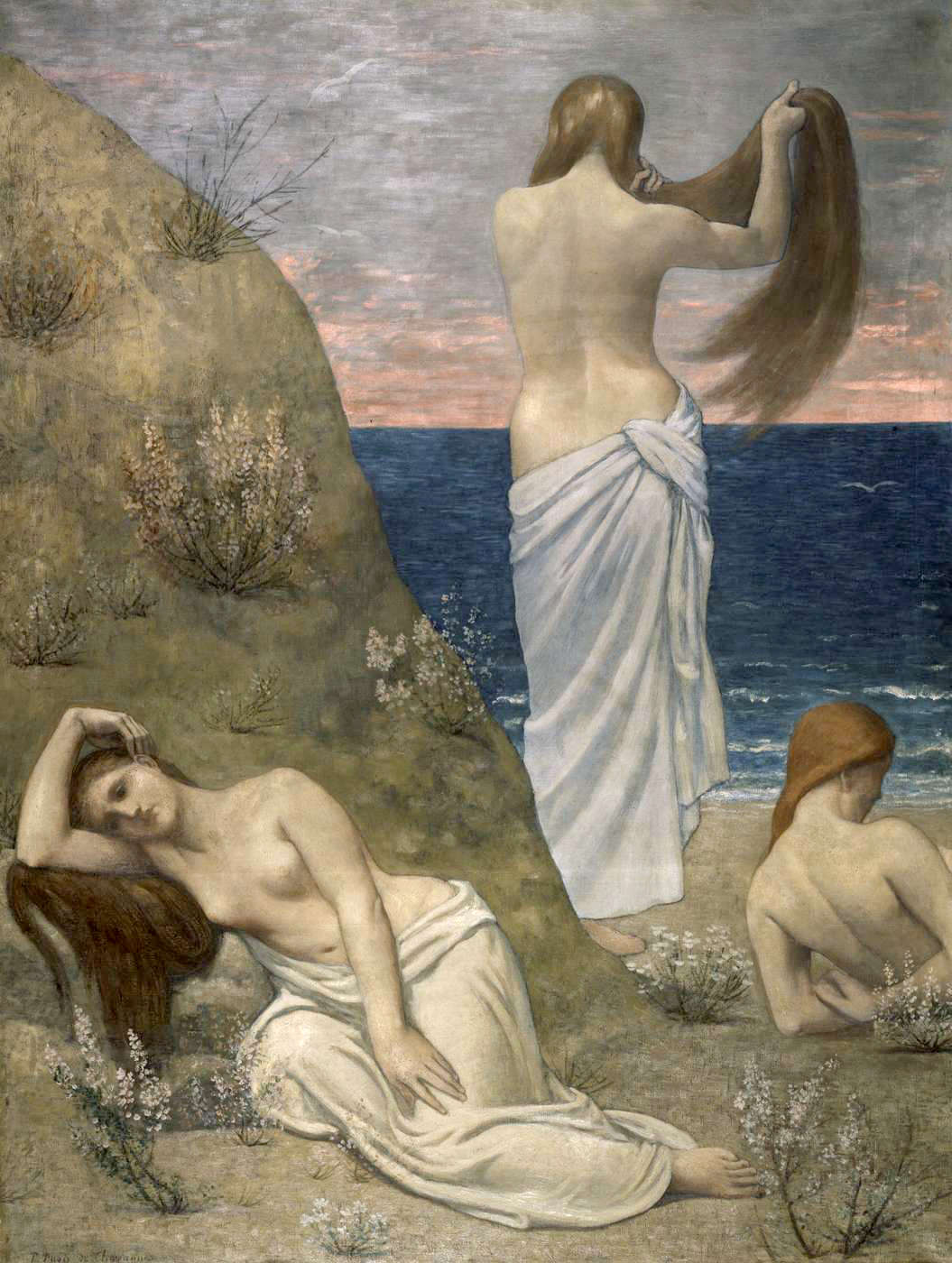
Pierre Puvis de Chavannes, Jeunes Filles au bord de la mer, Paris, Musée d'Orsay, 1879.

Le symbolisme est un mouvement artistique européen qui se développe dans les années 1870 et qui atteint son apogée dans les années 1890. Il apparaît d'abord en poésie avant de gagner la peinture, la musique et le théâtre.
Il est difficile de définir clairement un style symboliste, puisque le mouvement a réuni de nombreuses tendances différentes. Un certain nombre de thèmes sont cependant communs à tous les artistes : un fort pessimisme, une attirance pour le rêve et l'ésotérisme, et une atmosphère générale de mélancolie. Le symbole de la femme fatale, très souvent interprété par les symbolistes, s'accompagne d'une forte misogynie dans le mouvement. Enfin, la recherche d'une synthèse des arts donne lieu à de nombreux échanges entre des artistes de différents domaines, et le symbolisme se répand dans tous les genres.
Le symbolisme apparaît à la fin du XIXe siècle, alors que l'Europe connaît un essor scientifique et industriel important, qui entraîne un recul de la spiritualité. Dans les années 1870, une partie de la jeune génération artistique, qui ne se retrouve pas dans ce contexte social et rejette le naturalisme, rejoint le décadentisme porté par Paul Verlaine. Puis, à partir de 1885, de plus en plus de ces poètes quittent le décadentisme pour rejoindre la sphère d'influence de Stéphane Mallarmé, dont le style poétique est à la base des théories symbolistes.
En 1886 sont publiés plusieurs textes fondateurs pour le mouvement, écrits par Teodor de Wyzewa, René Ghil et Jean Moréas, dont le « manifeste symboliste » paru dans Le Figaro impose durablement son nom au mouvement. Ces différents textes participent à élaborer le style symboliste : opposition au naturalisme, intérêt pour la métaphysique, poésie obscure et difficilement compréhensible, culte de « l'Idée » et de la suggestion. Une culture symboliste se met en place, fondée notamment sur Les Poètes maudits de Verlaine et À rebours de Joris-Karl Huysmans, avec pour principaux modèles Paul Verlaine, Arthur Rimbaud, Stéphane Mallarmé, Charles Baudelaire, Richard Wagner, Odilon Redon, Félicien Rops, Pierre Puvis de Chavannes et Gustave Moreau. Par la suite, entre 1886 et 1890, les revues dédiées au symbolisme se multiplient et publient d'autres manifestes, dont des manifestes picturaux. Celui du critique d'art Gabriel-Albert Aurier, paru en 1891, fait de Paul Gauguin le « fondateur » du symbolisme en peinture, bien que d'autres peintres aient élaboré des théories similaires avant lui, notamment les nabis et Émile Bernard. Cette profusion de manifestes donne lieu à des querelles d'artistes, qui cherchent à s'imposer comme inventeurs : Gauguin et Bernard en peinture, Gustave Kahn et Marie Krysinska en poésie.
Dans les années 1890, le symbolisme atteint son apogée en Europe. Il se répand dans tous les domaines artistiques : roman, peinture, sculpture, musique, théâtre, et il obtient du crédit auprès des critiques et de la presse. Joséphin Péladan, écrivain très en vue dans les milieux symbolistes, met en place une série d'expositions entre 1892 et 1897, les Salons de la Rose+Croix, qui réunissent des artistes complètement représentatifs du mouvement. L'influence de Péladan se fait sentir dans toute l'Europe, et principalement en Belgique, aux Pays-Bas, en Scandinavie et en Finlande.
Le symbolisme s'estompe à partir de 1900. Verlaine meurt en 1896, puis Mallarmé, Gustave Moreau et Puvis de Chavannes en 1898, et la plupart des jeunes poètes délaissent voire rejettent le symbolisme. Néanmoins, des peintres modernes comme Piet Mondrian, Pablo Picasso et František Kupka, ainsi que les surréalistes, sont très influencés par le symbolisme.

## Définition et origine du nom

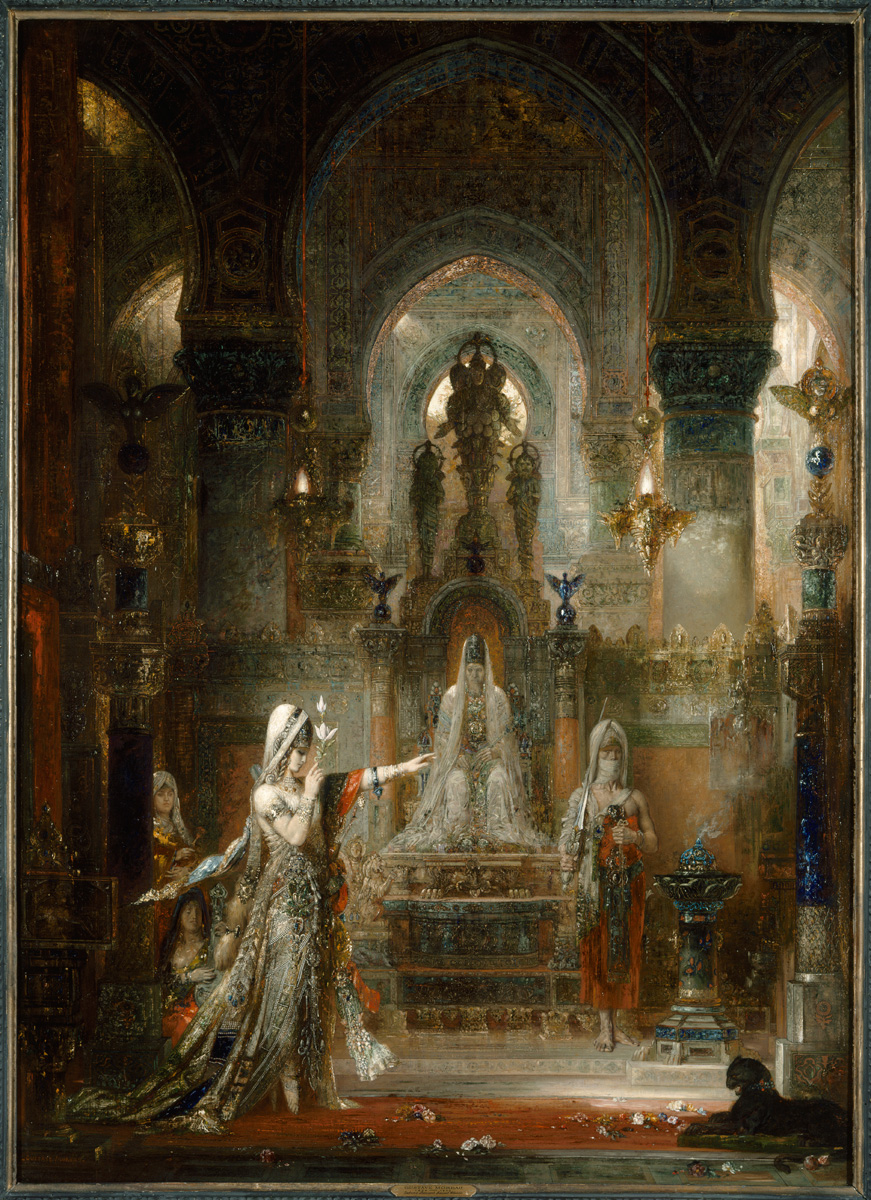
Gustave Moreau, Salomé dansant devant Hérode, Los Angeles, Hammer Museum, v. 1874, le premier tableau qualifié de « symboliste ».

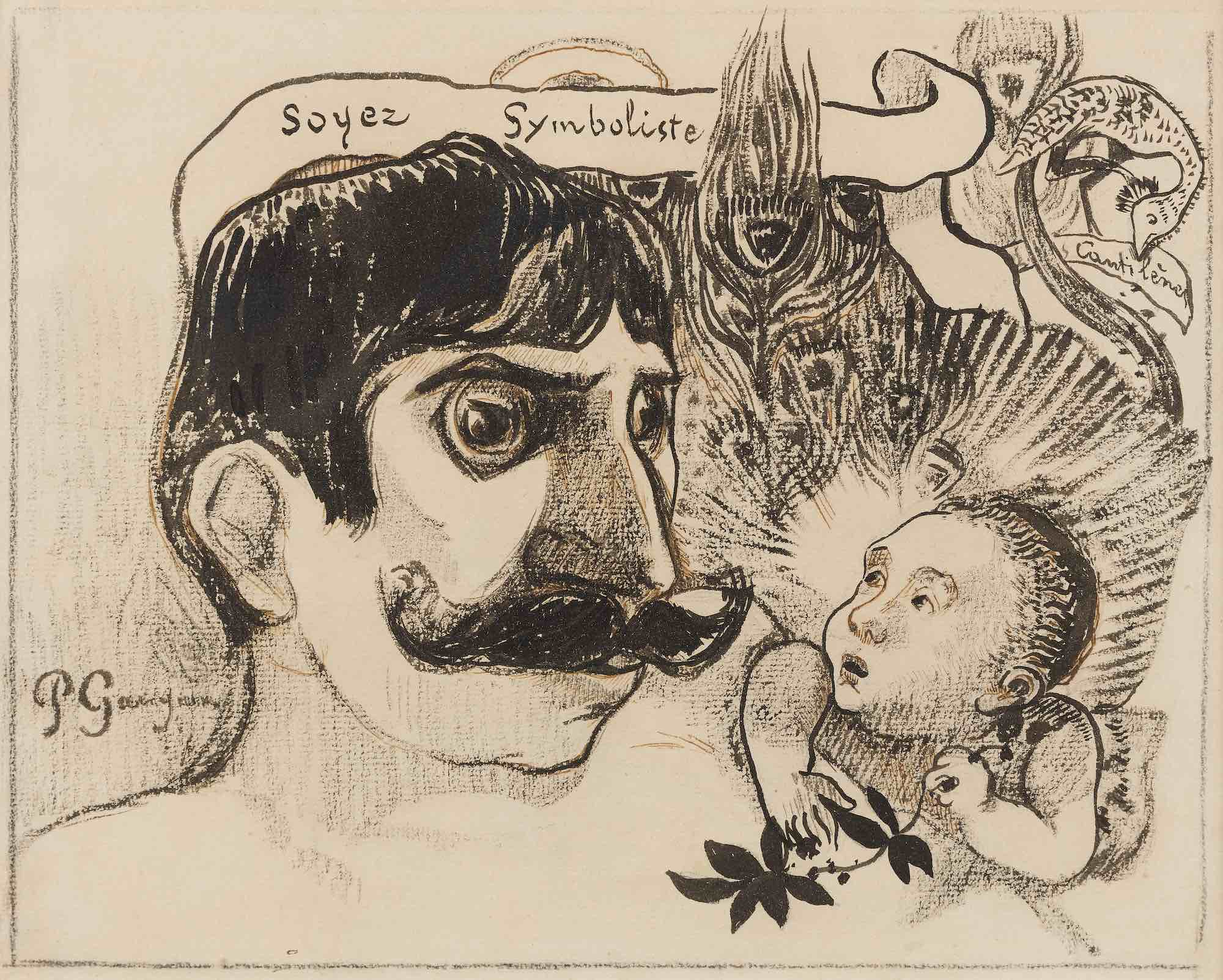
Paul Gauguin, Soyez Symboliste. Portrait de Jean Moréas, 1890-1891.

Le terme « symbolisme » apparaît en français vers 1830. Il est employé pour la première fois pour décrire une œuvre d'art en 1876, de manière péjorative, dans une critique d'Émile Zola à l'égard du tableau Salomé dansant devant Hérode de Gustave Moreau, puis Jean Moréas impose ce nom au mouvement dans son « Manifeste » de 1886. À part « symbolisme », d'autres noms ont été utilisés au cours des années 1880-1890, par des artistes ou des critiques d'art : synthétisme, idéisme, idéalisme ou néo-traditionnisme. La définition et les bornes chronologiques du mouvement varient selon les auteurs. On considère généralement que le symbolisme désigne une partie de la production artistique franco-belge puis européenne entre 1880 et 1914, avec un premier manifeste en 1886, et dont l'apogée se situe dans les années 1890,. Il se développe d'abord en littérature dans les années 1880, puis en peinture, au théâtre et en musique dans les années 1890,.
Il est difficile de définir strictement un style symboliste, les artistes se retrouvant plutôt dans un certain nombre de thèmes, un imaginaire et des références communes : rejet du naturalisme et du positivisme, retour à des thèmes mythologiques et sacrés, une forme d'élitisme, et une explication du monde par la spiritualité voire l'occultisme,,. Les artistes rattachés au symbolisme sont nés majoritairement entre les années 1850 et 1870 et prennent pour modèles des artistes plus âgés : les peintres Pierre Puvis de Chavannes, Gustave Moreau, Arnold Böcklin, Odilon Redon et les préraphaélites, les écrivains Stéphane Mallarmé, Paul Verlaine, Arthur Rimbaud, Edgar Allan Poe, Charles Baudelaire et Jules Barbey d'Aurevilly, et le compositeur Richard Wagner,.

## Historique

### 1870-1885: apparition du symbolisme en littérature

#### Contexte

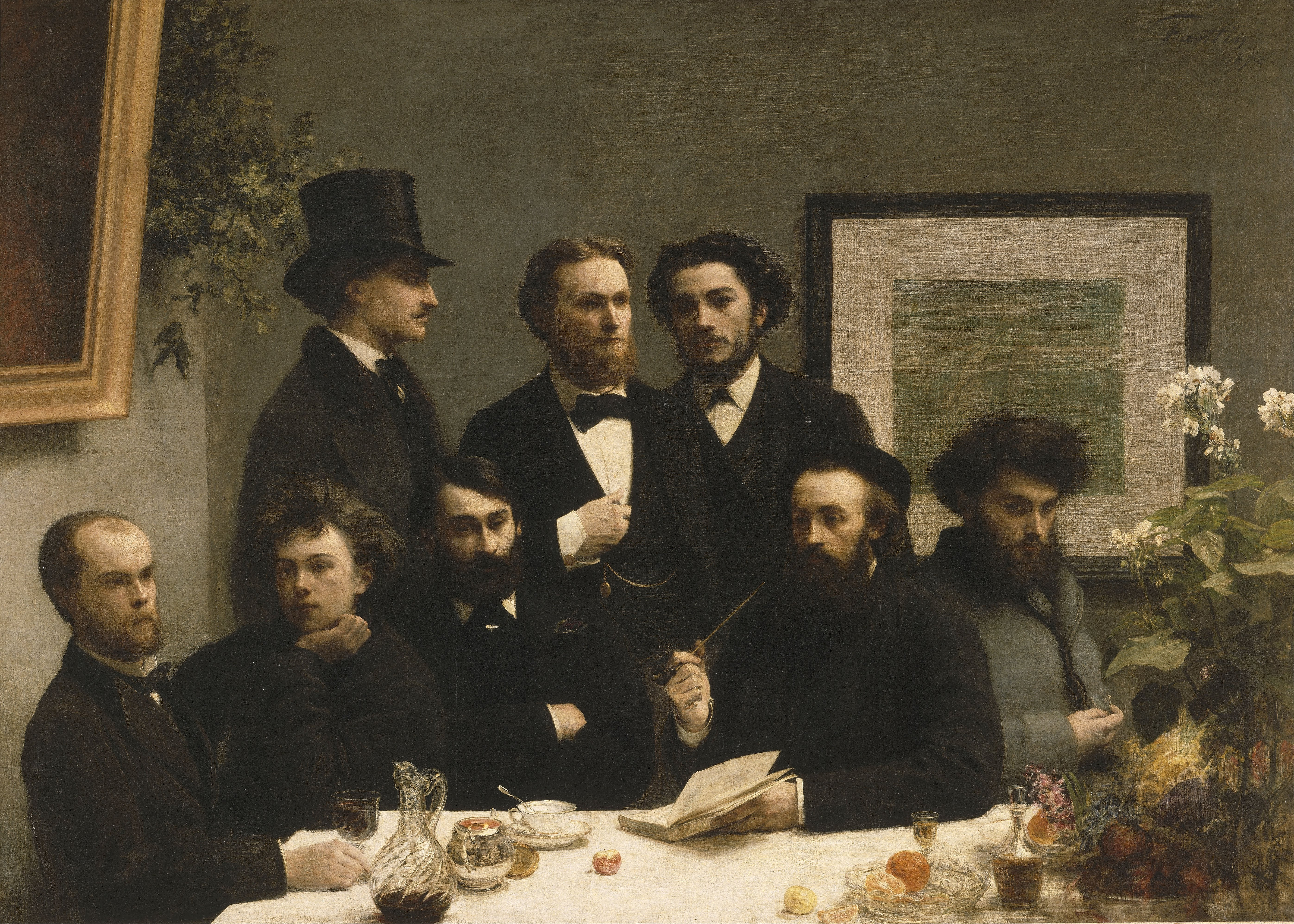
Le tableau Un coin de table (Henri Fantin-Latour, Paris, Musée d'Orsay, 1872) représente une réunion de poètes parnassiens, avant que Paul Verlaine, représenté en bas à gauche, ainsi que Jean Aicard, debout à droite, ne quittent le groupe.

Le symbolisme se développe en réaction au contexte social et politique de la fin du XIXe siècle en Europe : opposition aux cours impériales dans les pays germaniques et au modernisme de la IIIe République en France, et plus généralement à l'industrialisation et au recul de la spiritualité face aux avancées scientifiques et au positivisme,. La défaite française de 1870 et la répression sanglante de la Commune marquent fortement une partie de la génération née dans les années 1860, qui y voit la fin de la « grandeur française » et perd foi dans le progrès,,. Sur le plan artistique, les mouvements modernes dominants sont le naturalisme, représenté par Zola qui décrit « scientifiquement » son époque ; l'impressionnisme, dont les principaux sujets sont des scènes de la vie moderne et urbaine ; et le Parnasse, groupe de poètes fondé en 1866. Une rupture a lieu dans le champ poétique en 1876, lorsque le Parnasse refuse de publier des poèmes de Verlaine, Charles Cros et Mallarmé. Mallarmé fait éditer son poème, L'Après-midi d'un faune, dans une édition limitée luxueuse illustrée par Manet, et attire quelques jeunes poètes qui voient en lui un maître opposé aux canons dominants du Parnasse,. De leur côté, Cros et Verlaine rejoignent des groupes décadents.

#### Décadentisme

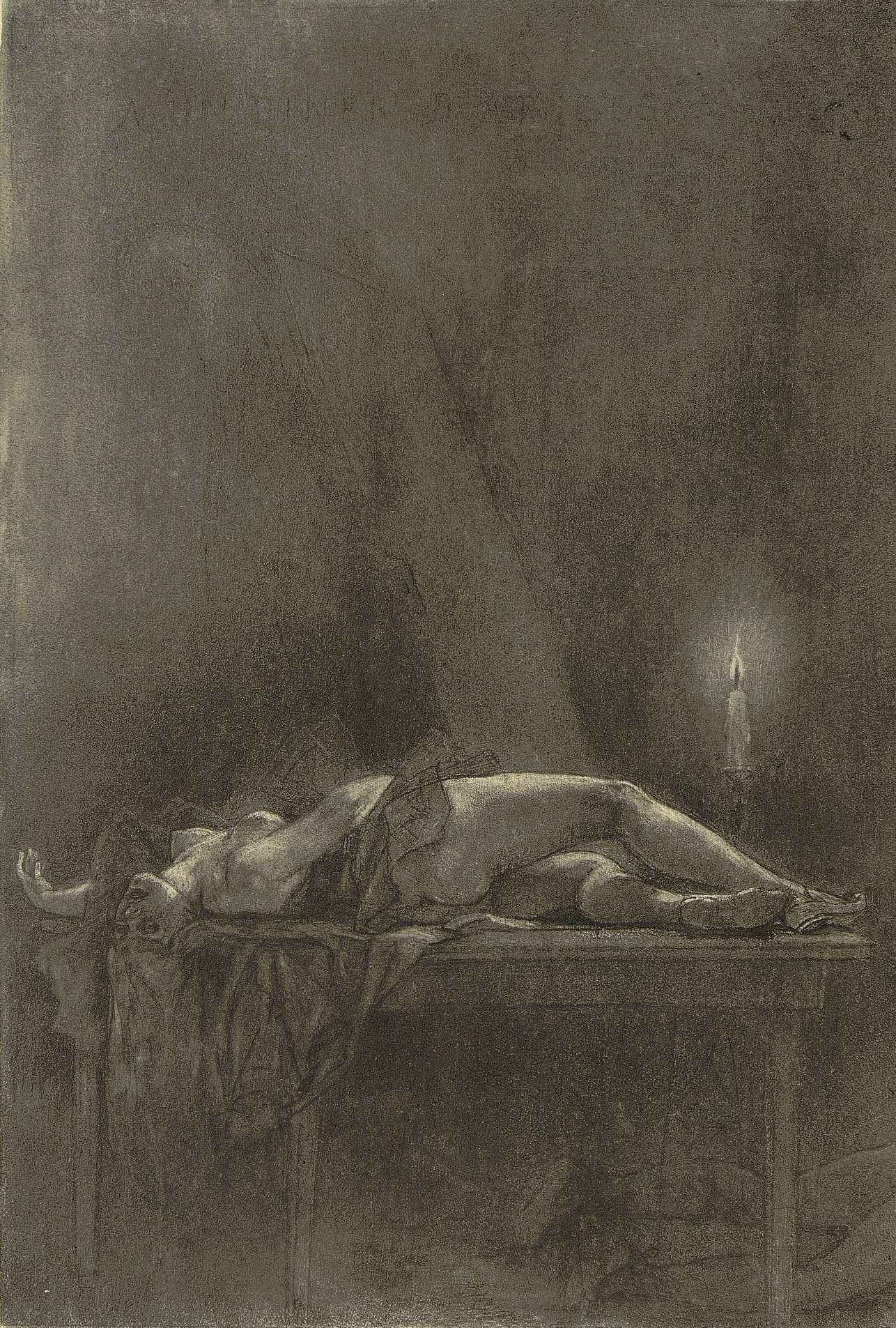
Félicien Rops, À un dîner d'athées, illustration pour Les Diaboliques de Jules Barbey d'Aurevilly.

C'est du milieu décadent, qui se développe en Belgique et en France au cours des années 1870, que viennent la plupart des poètes qui définissent le symbolisme. Auteurs marginaux, pessimistes et qui cultivent un esprit de dérision, leurs œuvres sont peu diffusées en dehors de leurs cercles : la publication des Chants de Maldoror d'Isidore Ducasse, dit Lautréamont, est stoppée à sa mort en 1869, Tristan Corbière meurt en 1875, deux ans après avoir publié Les Amours jaunes, Rimbaud abandonne la poésie peu après avoir écrit Une saison en enfer, alors inconnue du public, et les œuvres de Verlaine et Mallarmé sont quasiment inaccessibles,. Des groupes anticonformistes — les Hydropathes, les Hirsutes, les Zutistes, et d'autres — se retrouvent dans des cabarets, le plus célèbre étant Le Chat noir, à Montmartre, où se réunissent notamment Gustave Kahn, Marie Krysinska, Jules Laforgue, Maurice Maeterlinck et Jean Moréas, tous futurs symbolistes,.
Verlaine est une figure majeure du décadentisme, mais il refuse d'être considéré comme un symboliste. Il reste cependant un modèle pour les symbolistes, principalement après la publication des Poètes maudits en 1884. La même année est publié À rebours, roman de Joris-Karl Huysmans, qui rompt avec le naturalisme dont il est issu,. Il y raconte le quotidien d'un esthète vivant reclus dans une villa, où il s'entoure de livres — de Verlaine, Mallarmé ou Jules Barbey d'Aurevilly — et d'œuvres d'art — notamment d'Odilon Redon et Gustave Moreau. Ces deux textes participent à donner une culture commune aux symbolistes, dont le mouvement prend forme à partir de ce moment. Après la publication des Poètes maudits et À rebours, les peintres Odilon Redon et Gustave Moreau et les poètes Tristan Corbière et Stéphane Mallarmé deviennent des sources d'inspiration majeures pour les symbolistes. L'illustrateur Félicien Rops a aussi un grand succès auprès des décadents puis des symbolistes, illustrant dès les années 1870 des livres de Verlaine et Barbey d'Aurevilly, et plus tard de Mallarmé et Joséphin Péladan.

#### L'influence de Mallarmé

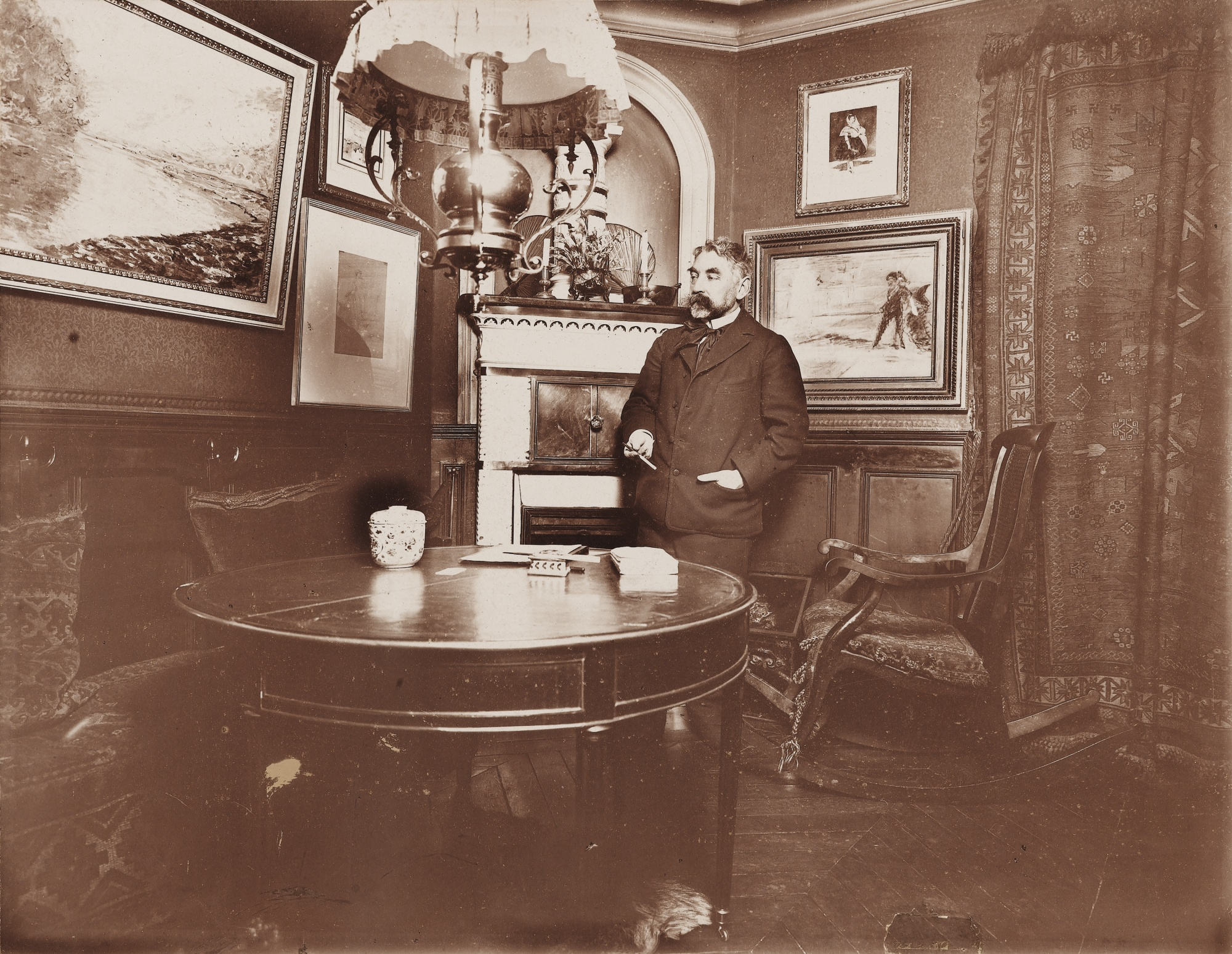
Stéphane Mallarmé dans son appartement du 89 rue de Rome à Paris, où ont lieu les « mardis de Mallarmé ». Photographie anonyme, vers 1895.

À partir de 1885, de plus en plus de jeunes artistes se rendent aux « mardis de Mallarmé », une réunion hebdomadaire dans l'appartement du poète. Ce genre de réunions hebdomadaires chez des écrivains ou poètes sont courantes au XIXe siècle, mais dans les années 1880-1890, les « mardis » imposent peu à peu leur influence et deviennent l'un des principaux lieux d'élaboration du symbolisme. L'influence croissante de ces réunions participe à scinder les décadents et les symbolistes : les décadents autour de Verlaine, les symbolistes autour de Mallarmé. Les deux camps s'opposent stylistiquement, mais aussi socialement et géographiquement : les décadents, sur la rive gauche, sont plutôt issus des classes populaires ; les symbolistes, sur la rive droite, sont issus de la noblesse ou de la bourgeoisie. Des écrivains, musiciens et artistes français et étrangers s'y retrouvent, réunis par leur admiration commune pour leur « Maître », Mallarmé,. Durant ces réunions, ce sont surtout les divagations de Mallarmé qui captivent l'auditoire, et l'écrivain Francis de Miomandre décrit « cette sorte d'aura qui émanait de sa personne inspirée et rayonnait sur ses disciples interdits et muets ». Ce mutisme désole Mallarmé qui aimerait discuter au lieu de monologuer, mais les « disciples » entretiennent strictement leur silence et critiquent sévèrement ceux qui se permettent d'interrompre ou de faire des remarques à leur « Maître ». En 1885, la mort de Victor Hugo inspire à Mallarmé son essai Crise de vers, où il imagine un renouveau de la poésie après la mort de celui qui, selon lui, « était le vers personnellement, [qui] confisqua chez qui pense, discourt ou narre, presque le droit à s'énoncer ». Mallarmé devient un modèle pour les poètes modernes, qui revendiquent ses valeurs poétiques et s'en inspirent, voire les imitent.

### 1886-1891: le temps des manifestes

#### Les «petites revues»
À partir de la loi du 29 juillet 1881 assurant la liberté de l'imprimerie en France, les revues se multiplient, assurant aux milieux d'avant-garde de nouveaux moyens d'expression. L'essor des « petites revues », c'est-à-dire des revues peu diffusées, peu coûteuses et généralement éphémères, est notable dans le développement du symbolisme. Elles permettent aux artistes marginaux de s'exprimer et surtout de se fédérer et publient des manifestes et des textes théoriques qui définissent le symbolisme pour la critique et le public. Parmi ces petites revues, quelques-unes ont une plus grande diffusion et jouent un rôle majeur dans la diffusion des théories symbolistes : la Revue wagnérienne (1885-1888), La Vogue (1886-1900), La Revue blanche (1889-1903), La Plume (1889-1914) et le Mercure de France (1890-1965). La « phase manifestaire » du symbolisme débute en 1886, année où paraissent aussi pour la première fois Les Illuminations et Une saison en enfer de Rimbaud dans La Vogue, rendant ces œuvres enfin accessibles aux symbolistes,.

#### Manifestes littéraires: Teodor de Wyzewa, René Ghil et Jean Moréas
L'année 1886 voit la parution de plusieurs textes théoriques importants,. Dans la Revue wagnérienne, Teodor de Wyzewa publie une série d'articles consacrés à « l'Art wagnérien », où il présente L'Après-midi d'un faune de Mallarmé comme exemple de la nouvelle poésie et insiste sur la fonction métaphysique de l'art et la nécessité, selon lui, d'une synthèse entre les différents domaines artistiques — poésie, musique, peinture. Puis il publie dans La Vogue une étude consacrée à Mallarmé et définit la poésie symboliste : « La Poésie […] doit demeurer incompréhensible à ceux qui n'ont pas assez l'amour des jouissances esthétiques pour lui dédier, patiemment, toute leur âme »,. L'obscurité des poètes symbolistes, moquée par la critique, devient un signe de ralliement pour Wyzewa comme pour René Ghil, qui publie la même année son Traité du Verbe préfacé par Mallarmé. Ce Traité et surtout sa préface apportent une nouvelle fois un socle théorique pour le symbolisme : l'intérêt pour la métaphysique, la suggestion au lieu de la description et la musicalité de la poésie.
Le 18 septembre, après les traités de Wyzewa et Ghil, c'est Jean Moréas qui s'impose comme chef de file du symbolisme, grâce à un article paru dans le supplément littéraire du Figaro,. Son article, moins théorique et avant-gardiste que ceux de ses prédécesseurs, a cependant la plus grande influence pour la critique et le grand public, puisqu'il est publié dans un journal à grand tirage. Alors que les poètes appartenant au mouvement sont encore nommés décadents par la presse, Moréas insiste sur le terme symbolisme. Pour l'historien de l'art Jean-Nicolas Illouz, « le choix du nom constitue le principal apport du Manifeste de Moréas, qui devient […] le « Manifeste du Symbolisme » ». Après avoir expliqué le choix du nom, Moréas met en avant les poètes qui sont, selon lui, les principaux modèles du symbolisme : « Charles Baudelaire doit être considéré comme le véritable précurseur du mouvement actuel ; M. Stéphane Mallarmé le lotit du sens du mystère et de l'ineffable ; M. Paul Verlaine brisa en son honneur les cruelles entraves du vers ». Il y définit le symbolisme comme un mouvement idéaliste opposé au romantisme et au Parnasse. Ce manifeste impose durablement l'appellation symbolisme, et Moréas fonde, avec Gustave Kahn, la revue Le Symboliste en octobre 1886.

#### Manifestes picturaux: les nabis et Gabriel-Albert Aurier

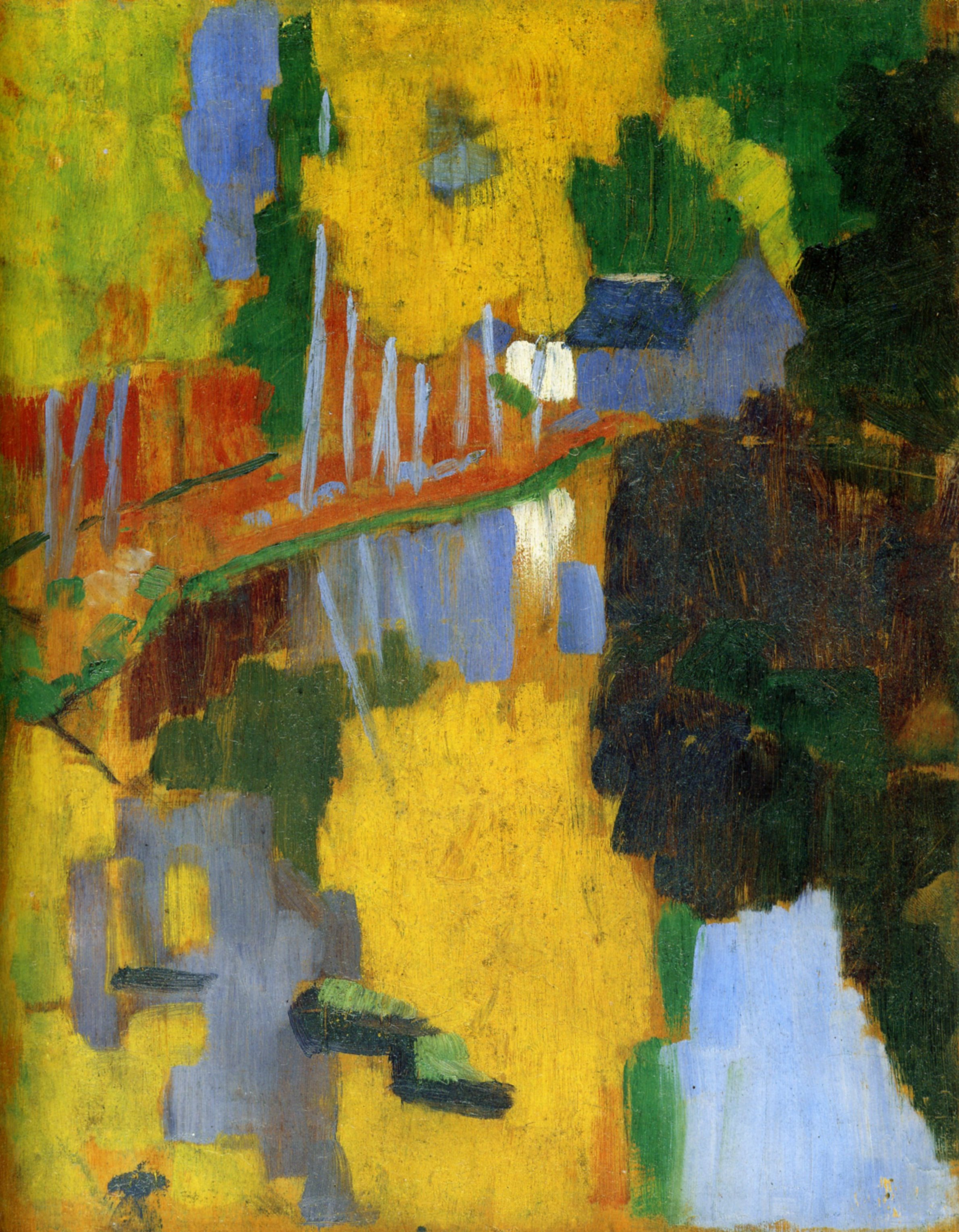
Paul Sérusier, Le Talisman, Paris, Musée d'Orsay, 1888. Ce petit tableau est peint suivant les conseils de Paul Gauguin et est à l'origine du groupe nabi.

Dès 1888, le symbolisme trouve un pendant en peinture avec le groupe des nabis, des étudiants de l'Académie Julian qui rejettent autant l'art académique que l'impressionnisme. Se retrouvant à Pont-Aven, ils expérimentent des manières de peindre complètement nouvelles pour l'époque et cherchent surtout un retour de la spiritualité en art. Nabi signifie « prophète » en hébreu ; ils choisissent le nom de leur groupe probablement d'après Les grands initiés d'Édouard Schuré, ouvrage ésotérique paru en 1889 et très diffusé parmi les artistes symbolistes. Cependant, leurs contemporains ne les appellent pas nabis, mais « symbolistes » ou « idéalistes ». Un de leurs membres, Maurice Denis, ancien élève de Gustave Moreau et influencé par Puvis de Chavannes et Redon, publie en 1890 une définition du symbolisme en peinture, qu'il nomme « néo-traditionnisme », dans le journal Art et critique. Il s'y oppose à la peinture telle qu'elle est enseignée par les maîtres académiques — il cite William Bouguereau et Ernest Meissonier — et prend comme modèles « les symboles des Phéniciens et des Indous […], les nus de Puvis de Chavannes, de Michel-Ange, les scènes passionnelles de Rodin ». Paul Gauguin, plus âgé que les nabis d'une vingtaine d'années, s'intéresse à leurs théories et exerce sur eux une forte influence, mais il ne fait pas partie du groupe. En 1889, il organise avec des peintres de l'École de Pont-Aven une exposition au Café Volpini, à Paris. Plus tard, en 1896, le critique d'art André Mellerio considère que cette exposition marque le début du « mouvement idéaliste » en peinture.
Le principal manifeste du symbolisme en peinture date de 1891 : le critique Gabriel-Albert Aurier publie, dans le Mercure de France, un article qu'il intitule « Le symbolisme en peinture : Paul Gauguin ». Entre 1889 et 1891, Gauguin fréquente assidûment les milieux symbolistes parisiens, où il se fait connaître comme « le » peintre symboliste auprès des critiques. Aurier souligne dans son article la rupture de Gauguin, et des jeunes artistes modernes en général, avec l'impressionnisme qui ne vise selon lui que « l'imitation de la matière », : « Donc, qu'on invente un nouveau vocable en iste […] pour les nouveaux venus à la tête desquels marche Gauguin : synthétistes, idéistes, symbolistes, comme il plaira. » Le manifeste d'Aurier présente Gauguin comme le seul créateur du symbolisme pictural, en prenant l'exemple de son tableau La lutte de Jacob avec l'ange, peint en 1888 et décrit en détail au début de son article. Or Gauguin aurait pris pour modèle les Bretonnes dans la prairie d'Émile Bernard, un jeune peintre présent à Pont-Aven et ayant lui aussi participé à l'exposition Volpini, qui l'aurait conseillé sur l'usage de la couleur. Aurier ne fait aucune mention de Bernard dans son manifeste. Furieux, le jeune peintre rompt avec Gauguin et les milieux symbolistes et ne cesse de revendiquer son rôle à la fois d'inventeur du symbolisme en peinture et de chef de file de l'École de Pont-Aven,,. Camille Pissarro, ancien mentor de Gauguin, regrette son orientation vers le symbolisme, jugeant qu'il suit une mode pour obtenir le succès, en trahissant la cause de l'impressionnisme.

#### Premières ruptures

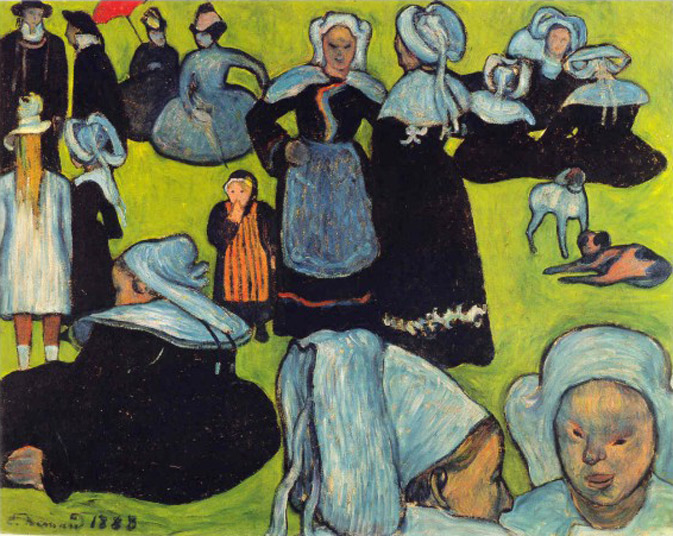
Émile Bernard, Bretonnes dans la prairie ou Le pardon, collection privée, 1888.

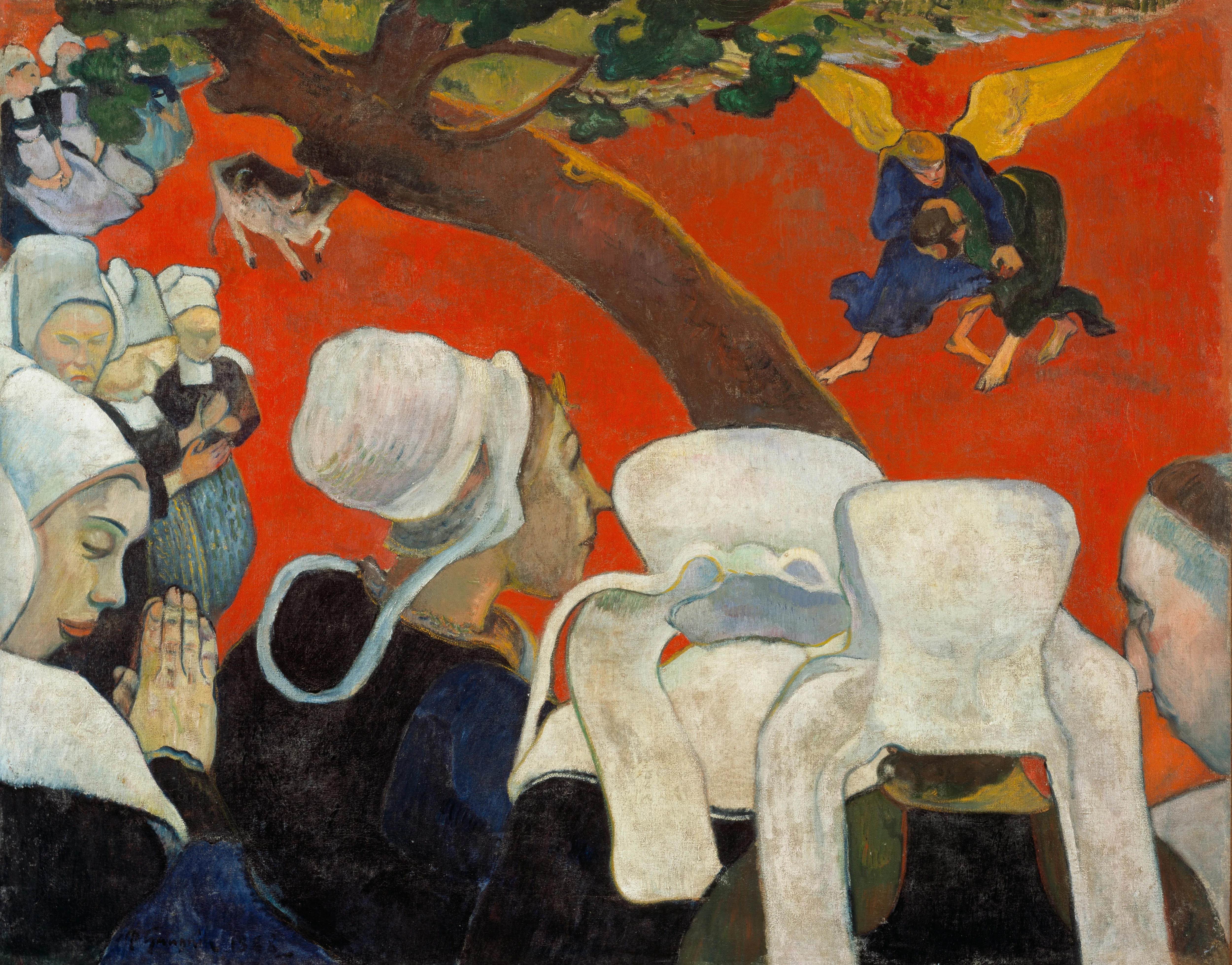
Paul Gauguin, La lutte de Jacob avec l'ange ou La vision après le sermon, Édimbourg, National Galleries of Scotland, 1888.

Cette période d'effervescence contribue à faire connaître le symbolisme. Cependant, les premiers théoriciens du mouvement s'en éloignent rapidement : René Ghil renie le mouvement dès 1888 ; Jean Moréas publie en 1891, dans Le Figaro, le manifeste de l'École romane, qui entend renouer avec la tradition latine et « gallique », « rompue par le Romantisme et sa descendance parnassienne et symboliste. […] Le symbolisme, qui n'a eu que l'intérêt d'un phénomène de transition, est mort,. » Des querelles éclatent entre certains artistes, : Émile Bernard et Gauguin au sujet de l'invention du symbolisme en peinture, mais aussi Gustave Kahn et Marie Krysinska sur l'invention du vers libre, qui aboutit à l'exclusion de Krysinska de la revue La Vogue dirigée par Kahn,. Malgré ces ruptures et querelles, le symbolisme va atteindre son apogée dans les années 1890, avec la spécialisation de certaines revues qui acquièrent une plus grande influence, l'importance accordée au mouvement par la critique, et son expansion en Europe.

### Années 1890-1900: apogée du symbolisme

#### Le symbolisme au-delà de la poésie
Dans les années 1890, le symbolisme, jusqu'alors plutôt restreint à la poésie, se répand dans quasiment tous les domaines artistiques : prose (les romans Sixtine de Remy de Gourmont en 1890 ou Bruges-la-Morte de Georges Rodenbach en 1892), peinture, musique (Prélude à l'Après-midi d'un faune de Claude Debussy en 1894), théâtre (Pelléas et Mélisande de Maurice Maeterlinck en 1893), sculpture (avec notamment Auguste Rodin, Camille Claudel, Jean-Joseph Carriès ou Sigrid af Forselles). La critique accorde une importance nouvelle au mouvement, des revues comme La Plume, Le Mercure de France ou L'Ermitage se spécialisent dans la publication de poèmes symbolistes, et le rayonnement artistique de Paris qui attire de nombreux jeunes artistes européens contribue à répandre le symbolisme en Europe.

#### Joséphin Péladan et les Salons de la Rose+Croix

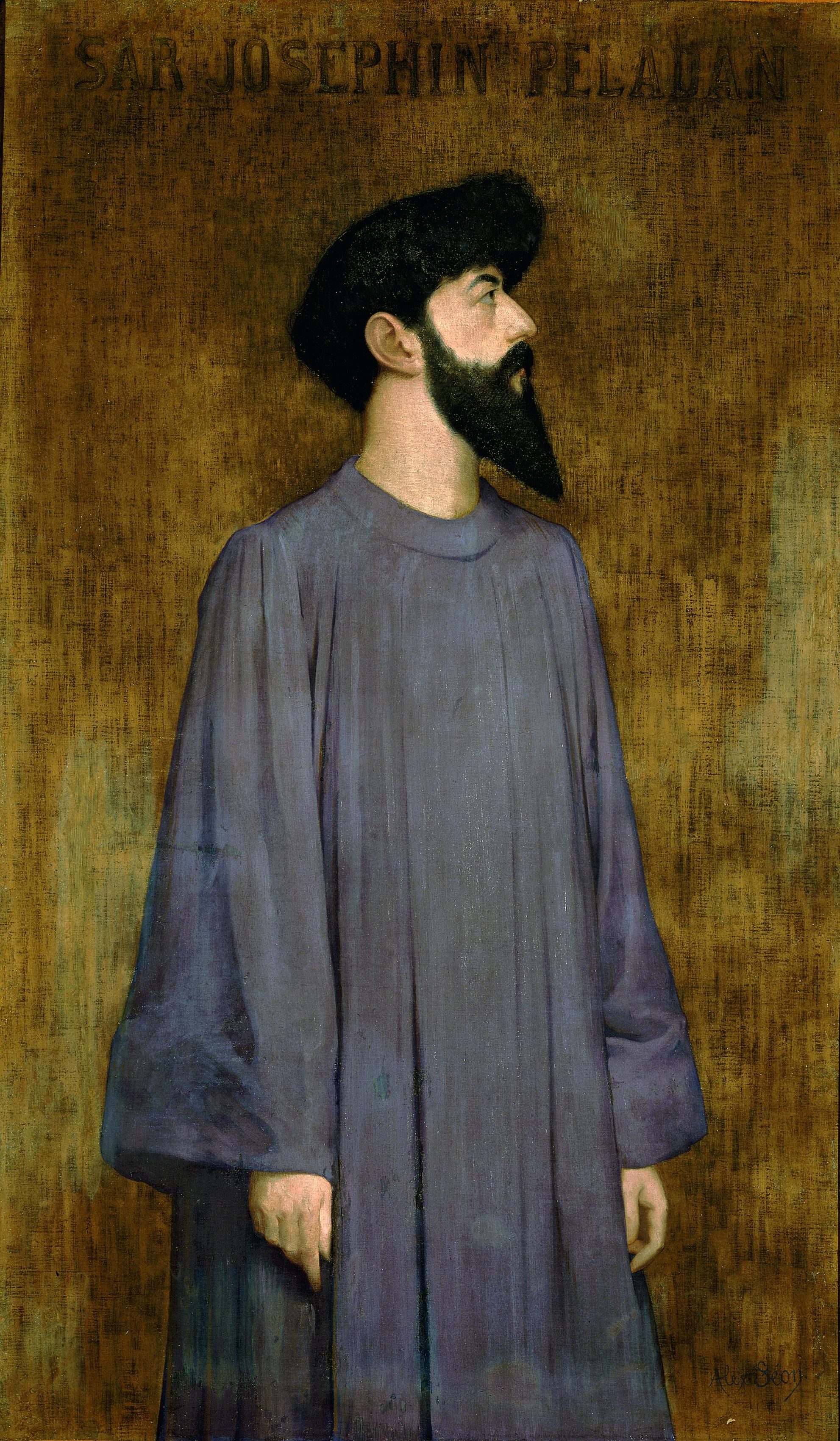
Alexandre Séon, Portrait de Péladan, Lyon, Musée des Beaux-Arts, 1891. Ce « portrait officiel » plaît beaucoup à Péladan, qui écrit au peintre, dans son langage obscur habituel : « Vous l'avez peint non seulement par la compréhension des traits kaldéens qui me sont propres. Vous avez peint l'âme du Sâr. »

Joséphin Péladan, écrivain et critique d'art, est un personnage emblématique du symbolisme, très à la mode dans les années 1880-1900. Il se fait connaître en 1884, lorsqu'il publie son roman Le Vice suprême, préfacé par Barbey d'Aurevilly. Artistiquement, il s'oppose au naturalisme de Zola, à l'impressionnisme, aux sujets de la vie moderne et urbaine, et il prône un retour aux grands maîtres de la Renaissance italienne : Giotto, Fra Angelico, de Vinci, Michel-Ange et Raphaël,. Il est aussi connu pour son ésotérisme : en 1889, il participe à la fondation de l'Ordre Kabbalistique de la Rose+Croix avec Stanislas de Guaïta, puis, en 1890, il fonde son propre ordre, l'Ordre de la Rose+Croix du Temple et du Graal, dont il se proclame grand maître sous le nom de Sâr Mérodak Péladan. L'Ordre est avant tout esthétique et cherche à attirer le plus grand nombre d'artistes pour la victoire du « rêve contre le réel, [de] l'idéal contre le laid ». Les artistes contemporains Gustave Moreau, Pierre Puvis de Chavannes, Edward Burne-Jones, George Frederic Watts et Arnold Böcklin, tous invités par Péladan pour parrainer son mouvement, refusent de s'y associer.
Péladan tente néanmoins de donner vie à son Ordre à travers six expositions entre 1892 et 1897, les « Salons de la Rose+Croix », qui accueillent de jeunes artistes symbolistes. Le premier a lieu en 1892 à la Galerie Durand-Ruel à Paris, avec une musique spécialement écrite par Erik Satie, les Sonneries de la Rose+Croix. L'exposition permet de faire découvrir de jeunes artistes, notamment Alexandre Séon (illustrateur attitré de Péladan), Jean Delville, Émile Bernard, Carlos Schwabe (qui réalise l'affiche du premier salon) ou Jan Toorop. La critique garde ses réserves sur les expositions et sur les goûts de Péladan, qui donne parfois plus d'importance aux sujets intellectuels et ésotériques qu'à la valeur picturale des œuvres,. Après l'exposition de 1897, Péladan arrête soudainement ses Salons de la Rose+Croix. Entre-temps, certains artistes s'étaient aussi fait une place au Salon des artistes français, l'exposition d'art officielle en France, notamment des élèves de Gustave Moreau.
Les Salons de la Rose+Croix n'ont pas contribué à former un style nouveau, mais ils ont réuni des artistes complètement en phase avec les tendances du symbolisme, notamment des thèmes issus des opéras de Wagner, les figures androgynes, et les signes ésotériques cachés dans les fleurs, les animaux ou les objets représentés. Plusieurs peintres de la Rose+Croix ont un style très proche de leurs maîtres contemporains : Alphonse Osbert et Alexandre Séon se rapprochent de Puvis de Chavannes ; Edgard Maxence, Georges Rouault, Charles Milcendeau et Antonin Bourbon sont, parmi d'autres, élèves de Gustave Moreau à l'École des Beaux-Arts.

#### Le symbolisme international
Au cours des années 1890, le symbolisme devient le principal mouvement d'avant-garde européen. Il s'implante peu aux États-Unis, dont les jeunes artistes qui étudient en Europe restent à l'écart des avant-gardes. On compte seulement quelques représentants, comme Elihu Vedder, Arthur Bowen Davies et Albert Pinkham Ryder, qui vit en ermite dans son atelier de New-York et a la réputation de ne sortir que pour écouter Wagner,. Il se développe assez peu en Europe du Sud, mais on peut citer Giovanni Segantini, Gaetano Previati, Adolfo Wildt et Cesare Saccaggi[réf. nécessaire] comme principaux symbolistes italiens. En revanche, il domine la scène artistique en Europe centrale et du nord, ainsi qu'en Russie,.

##### Belgique et pays germaniques

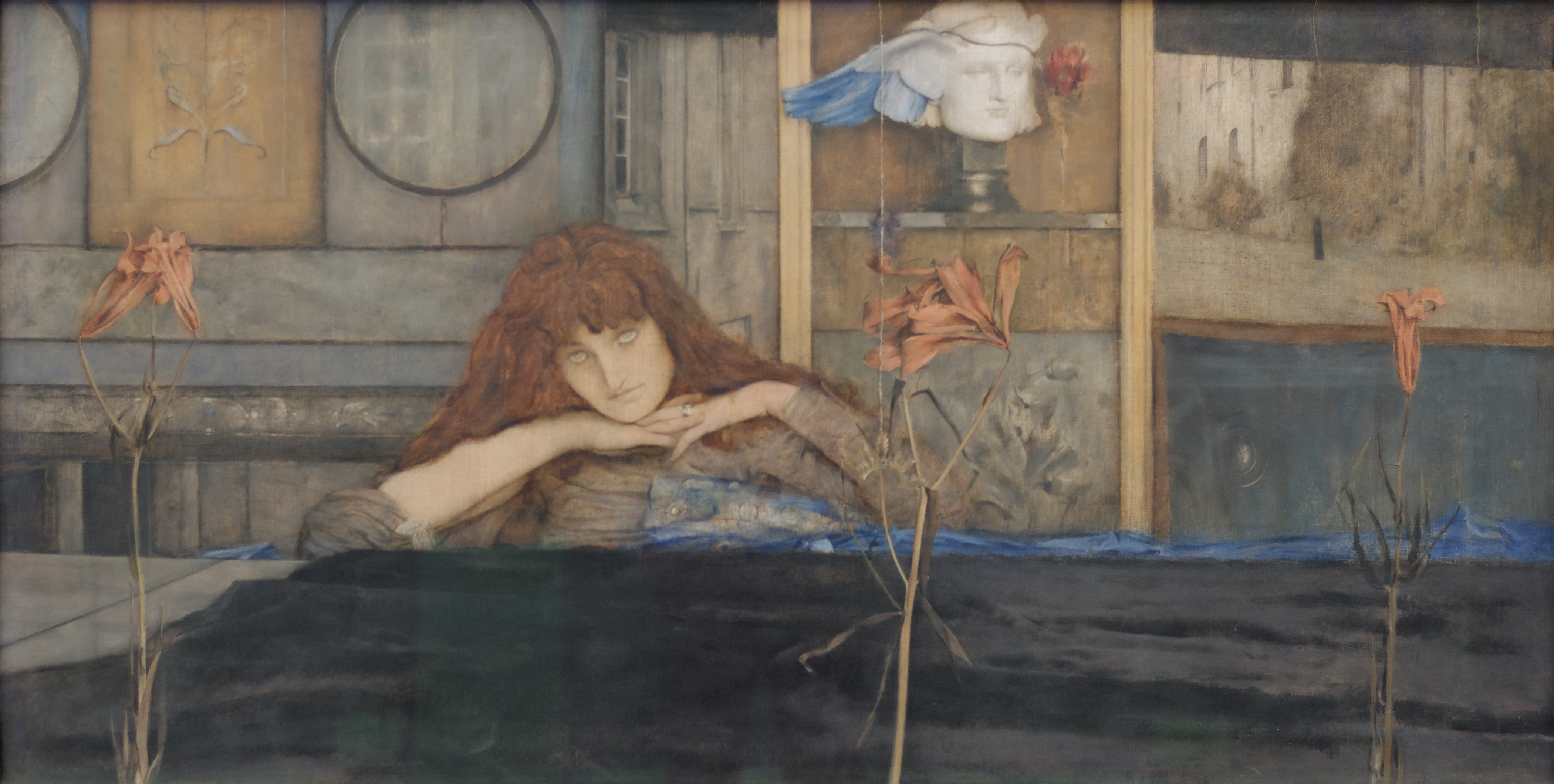
Fernand Khnopff, I lock my door upon myself, Munich, Neue Pinakothek, 1891. Ce tableau est inspiré d'un poème de Christina Rossetti, Who shall deliver me?.

De 1883 à 1893, Bruxelles accueille l'avant-garde européenne au Salon des XX, exposition annuelle dirigée par le critique Octave Maus et très ouverte au symbolisme. Parmi les exposants réguliers, James Ensor et Fernand Khnopff sont les symbolistes belges les plus connus. L'influence de Khnopff, à la fin du siècle, est considérable en Europe, à l'égal de Rodin, Puvis de Chavannes ou Böcklin. Khnopff participe en outre aux Salons de la Rose+Croix et illustre de nombreux livres de Péladan. Péladan jouit d'un intérêt soutenu en Belgique, aux Pays-Bas et en Suisse, où il fait de nombreux adeptes, comme Émile Fabry, George Minne, Jan Toorop ou Jean Delville, qui fonde en 1896 avec son ami Ray Nyst un équivalent des Salons de la Rose+Croix à Bruxelles. Ferdinand Hodler, qui expose à la Rose+Croix dans les années 1890, peu remarqué en France, jouit d'un grand succès dans les pays germaniques.
Arnold Böcklin est considéré, dans les pays germaniques, comme un rempart aux théories artistiques françaises — principalement l'impressionnisme et le réalisme — et peut être vu comme un équivalent de Gustave Moreau en France,. Son influence se fait sentir sur toute une lignée de jeunes artistes, notamment Max Klinger. En Allemagne et en Autriche, des groupes d'artistes se fondent avec la volonté de réformer les arts visuels et décoratifs : la Sécession munichoise en 1892, fondée entre autres par Franz von Stuck, puis la Sécession viennoise en 1897, présidée par Gustav Klimt. La Sécession viennoise se dote d'une revue luxueuse, Ver Sacrum (« Printemps sacré »), et a pour but de « fuir à n'importe quel prix la réalité visible, se réfugier dans l'ombre, dans l'inconnu, dans le secret ». La première exposition du groupe, en 1898, voit la participation des figures majeures du symbolisme : Puvis de Chavannes, Rodin, Khnopff, Böcklin, von Stuck, Segantini et Mucha, entre autres. Ces groupes, par leurs productions et leurs philosophies, sont assimilables au symbolisme et contribuent fortement à son développement en Europe centrale.

##### Le romantisme national en Scandinavie

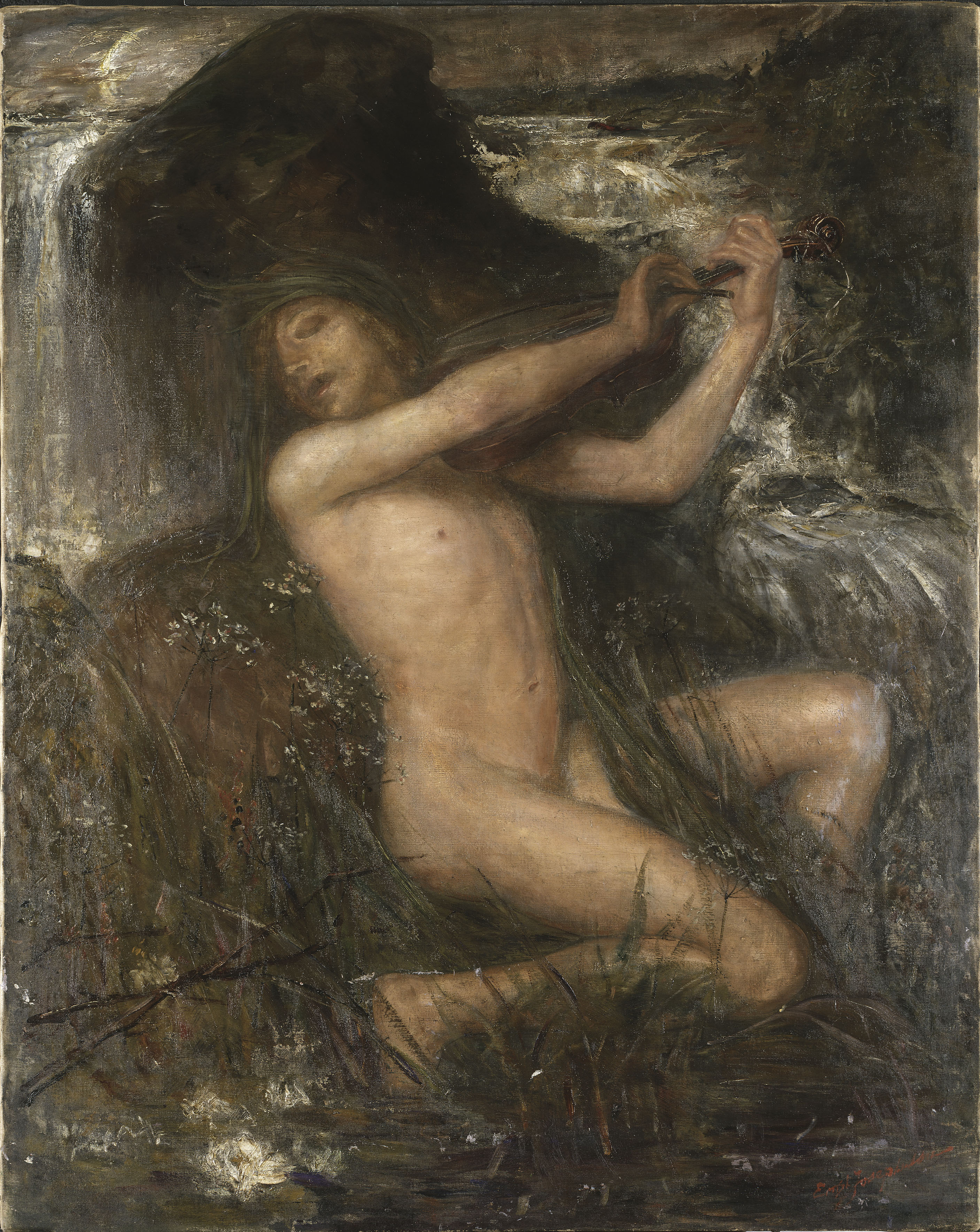
Ernst Josephson, Näcken, Stockholm, Nationalmuseum, 1890. Représentation d'une nixe, divinité de la mythologie scandinave.

À partir des années 1880, Paris devient un centre artistique important pour les jeunes artistes nordiques, qui viennent y parfaire leur enseignement, aux Beaux-Arts ou dans des académies privées. L'Europe du Nord voit se développer le romantisme national, un courant qui réinterprète les mythes, légendes et paysages nordiques d'une manière profondément influencée par le symbolisme. En Suède, les principaux représentants de ce courant sont Richard Bergh et Ernst Josephson, tous deux influencés par l'écrivain August Strindberg. Strindberg, admirateur de Péladan, Puvis de Chavannes et Gauguin, est aussi un grand ami d'Edvard Munch, qui s'installe à Paris en 1889. Le peintre norvégien y est influencé par Rops, Böcklin et Maeterlinck, et ses premières œuvres sont imprégnées par les thèmes de la mort, la mélancolie, la solitude et la femme fatale. Les artistes danois, pour leur part, sont influencés en grande partie par Gauguin — dont la femme Mette est originaire de Copenhague, où le peintre vit quelque temps. Les influences de l'École de Pont-Aven sont visibles dans les paysages, bretons ou scandinaves, du Danois Jens Ferdinand Willumsen. Parmi les sculpteurs, on compte des élèves de Rodin, dont le Norvégien Gustav Vigeland.

##### Le symbolisme finlandais

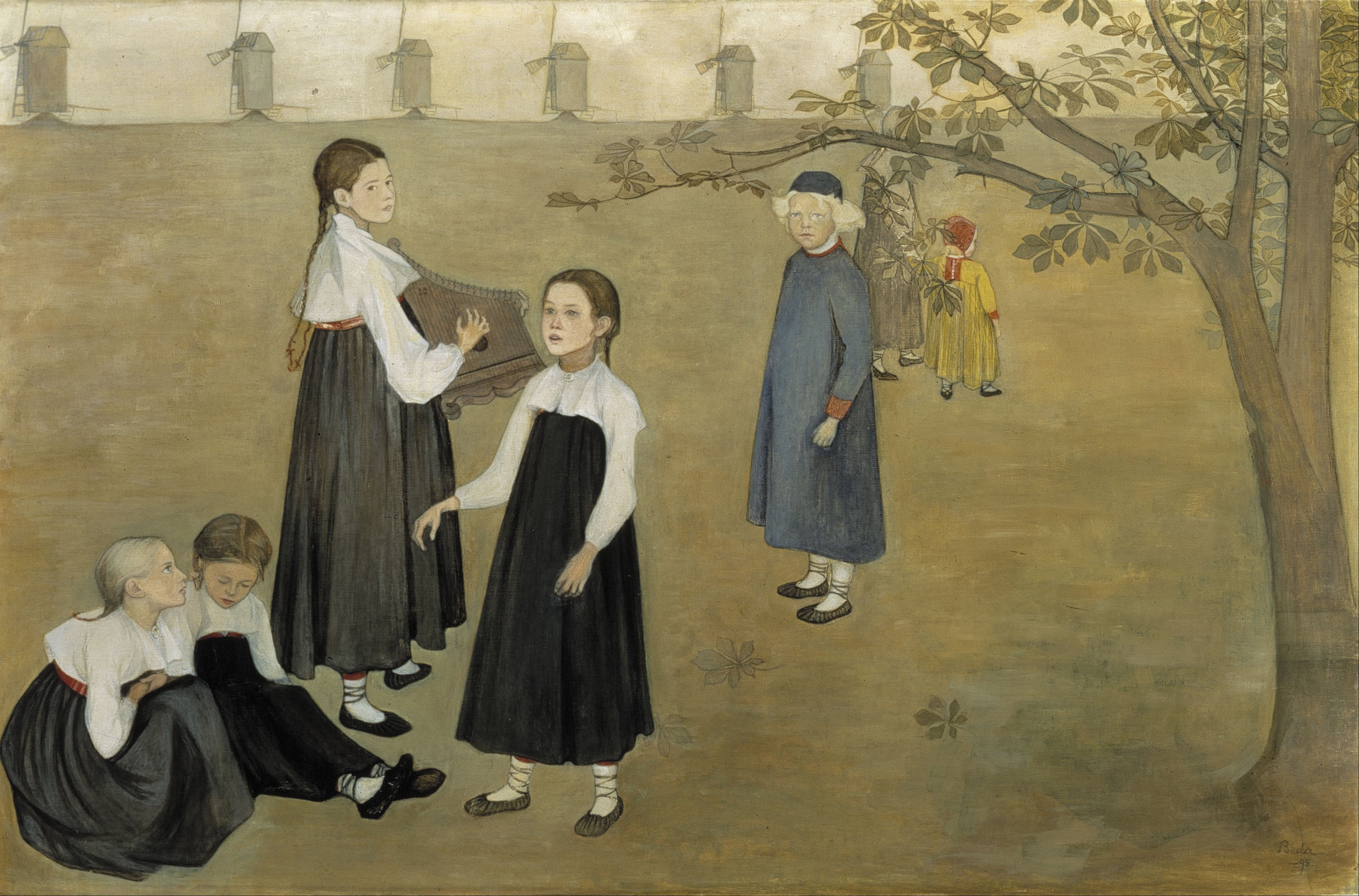
Beda Stjernschantz, Partout résonnent les voix, Helsinki, Musée d'Art Ateneum, 1895. Le titre est issu d'un hymne patriotique et le tableau est fortement influencé par Pierre Puvis de Chavannes.

Le symbolisme se développe plus fortement en Finlande que dans les autres pays nordiques, notamment à cause de sa volonté d'indépendance vis-à-vis de la Russie,. En 1894, l'influente écrivaine Minna Canth constate le recul du réalisme au profit du symbolisme. Dans un contexte de grande ferveur nationale, plusieurs artistes mettent en effet à profit les apports du symbolisme français pour interpréter l'épopée nationale du Kalevala, comme Akseli Gallen-Kallela, ou les légendes populaires, comme Hugo Simberg,. Beda Stjernschantz, Ellen Thesleff et Magnus Enckell, qui arrivent à Paris en 1891, adoptent tout de suite un style visiblement influencé par Puvis de Chavannes,, qui intéresse déjà Helene Schjerfbeck et Maria Wiik depuis les années 1880.
Le sculpteur Ville Valgren participe au premier Salon de la Rose+Croix, qui a un grand retentissement dans la presse parisienne. Il est notamment visité par Beda Stjernschantz et par Gallen-Kallela. Ce dernier regrette amèrement l'évolution du Paris artistique : « Paris a changé durant ces trois dernières années que j'ai passées au pays. Tout semble ici toucher à sa fin, les signes de vie qui demeurent visibles sont tout simplement des râles de mort. […] Je pense, Tavastjerna, que c'est là mon dernier séjour à Paris… » Ses œuvres des années 1890, comme Symposium et Ad Astra, sont cependant influencées par l'univers esthétique de la Rose+Croix, notamment par l'emploi de titres en latin, l'androgynie et la symbolique des couleurs. L'occultisme et la métaphysique sont aussi présents dans les œuvres de Sigrid af Forselles.

##### Le symbolisme dans les pays slaves

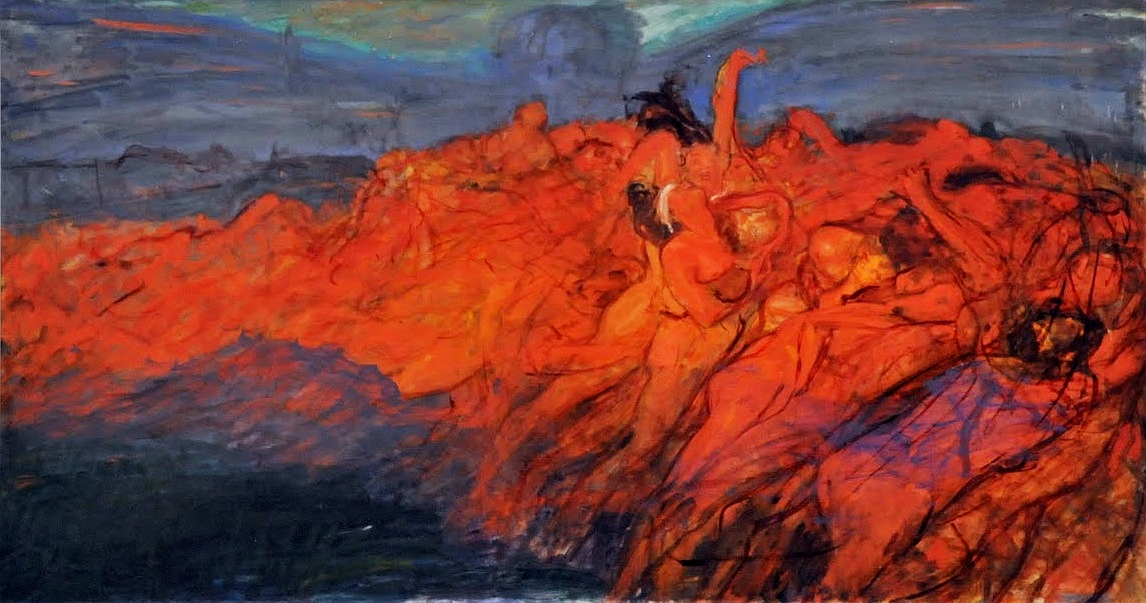
Wojciech Weiss, Obsession, Varsovie, Musée national de Varsovie, 1899-1900.

En Russie, Mikhaïl Vroubel est considéré comme le premier peintre symboliste. Il reste en marge du groupe des Ambulants et est principalement influencé par l'art médiéval, mais il n'a aucun contact avec les milieux symbolistes européens. Il influence Victor Borissov-Moussatov, qui étudie à Paris, dans l'atelier de Gustave Moreau, en 1895. Par la suite, un groupe d'artistes surnommé Mir Iskousstva fonde une revue du même nom. Une première exposition a lieu en 1897, et le groupe participe à diffuser le symbolisme russe en Europe. À l'international, les symbolistes russes se font surtout connaître pour leurs décors de théâtres et leurs mises en scène, réalisés notamment par Serge de Diaghilev et Léon Bakst.
Un symbolisme teinté de patriotisme se développe en Pologne qui, comme la Finlande, voit s'intensifier la russification. L'écrivain et critique d'art Stanisław Przybyszewski, grand admirateur d'Edvard Munch, a une forte influence sur les artistes de son pays. Les principaux peintres symbolistes polonais sont Jacek Malczewski, Wojciech Weiss, Władysław Podkowiński et Boleslas Biegas, qui fréquente la Sécession viennoise.
Alfons Mucha, connu pour ses affiches Art nouveau qui sont surtout un moyen de gagner sa vie, se lasse de ce style à la fin des années 1890. Par la suite, il se consacre à des œuvres pleinement symbolistes et à des thèmes métaphysiques, comme son commentaire illustré du Pater Noster et son immense Épopée slave.

### Fin du symbolisme et postérité

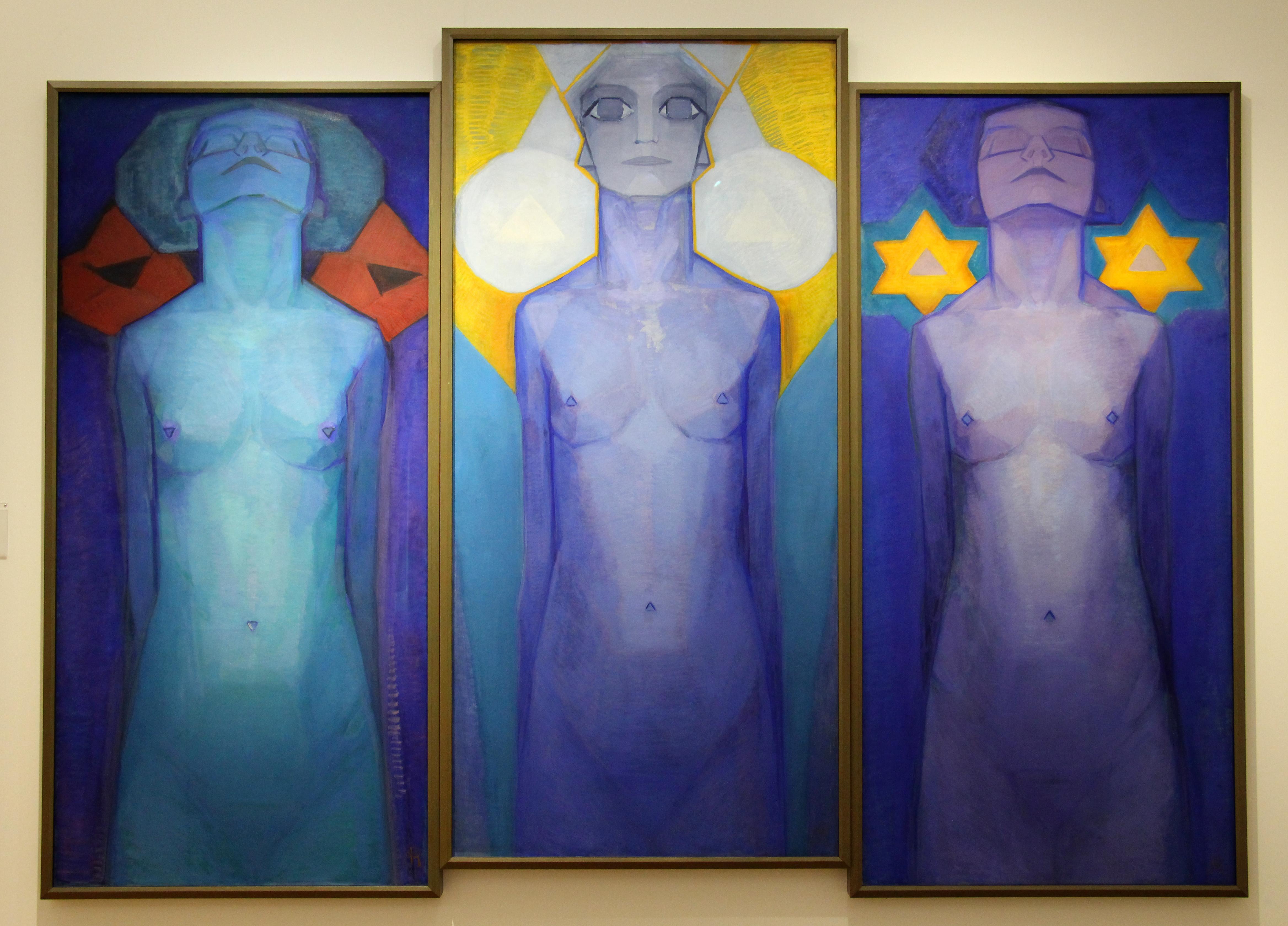
Piet Mondrian, Evolution, La Haye, Gemeentemuseum, 1910-1911. Déjà marquée par les apports du cubisme, cette œuvre reste influencée par le symbolisme, dans le choix du sujet, des couleurs et des formes utilisées.

Le symbolisme s'achève, en France et en Belgique, vers 1900. Les deux maîtres en poésie que sont Verlaine et Mallarmé meurent respectivement en 1896 et 1898, Mallarmé laissant inachevée Hérodiade ; Gustave Moreau et Puvis de Chavannes, modèles pour les peintres symbolistes, meurent eux aussi en 1898. Dès 1895, le symbolisme reçoit des critiques très négatives : Adolphe Retté, critique d'abord élogieux à l'égard de Mallarmé, s'en prend à son obscurité et à son influence qu'il juge néfaste sur les jeunes poètes, dans une série d'articles parus dans La Plume. Parmi les jeunes écrivains, André Gide et Paul Valéry, d'abord fervents symbolistes, s'éloignent rapidement du mouvement. Marcel Proust, proche des milieux symbolistes à ses débuts, les fustige en 1896 dans son article « Contre l'obscurité », qu'il fait paraître dans La Revue Blanche. D'autres poètes plus âgés, sans rejeter le symbolisme, publient peu ou s'écartent du mouvement : c'est le cas de Gustave Kahn, Francis Vielé-Griffin, Stuart Merrill, Henri de Régnier et Émile Verhaeren. Le culte du rêve et de l'irréalité disparaît au profit de l'amour de la vie et de la nature, la simplicité et la clarté,. Autour de 1900, des mouvements poétiques comme le naturisme, fondé par Maurice Le Blond et Saint-Georges de Bouhélier, se forment résolument contre le symbolisme. Cependant, quelques jeunes poètes tentent de faire revivre le mouvement, en développant le néo-symbolisme : principalement Tancrède de Visan et Jean Royère, ainsi que Paul Fort et Robert de Souza, qui fondent la revue Vers et Prose en 1905. La revue se présente avec le but de « continuer le glorieux mouvement qui prend ses origines aux premiers jours du Symbolisme ».
La « période bleue » de Picasso, dans les premières années du XXe siècle, montre une influence du symbolisme chez le peintre, qui découvre Puvis de Chavannes, Eugène Carrière et Gauguin lors de séjours en France. Après 1905, l'émergence du cubisme et du fauvisme mettent un terme au symbolisme en peinture. Mais son influence reste forte chez plusieurs artistes de l'art moderne : Vassily Kandinsky théorise l'art abstrait dans un ouvrage intitulé Du Spirituel dans l'art (1912), qui montre l'importance de la théosophie, de Péladan, de Böcklin ou encore de Giovanni Segantini chez l'auteur. František Kupka et Piet Mondrian sont eux aussi profondément influencés par le symbolisme à leurs débuts.
Les surréalistes ont une dette importante à l'égard du symbolisme, qu'ils contribuent à remettre à la mode. André Breton est marqué, dans sa jeunesse, par Huysmans, Jarry, Gustave Moreau et Gauguin, et les paysages nocturnes de William Degouve de Nuncques ont vraisemblablement inspiré René Magritte. Si le symbolisme littéraire reçoit une attention continue, le symbolisme pictural en revanche ne se fait une place dans l'histoire de l'art qu'à partir des années 1960, notamment grâce aux surréalistes. Il faut attendre les années 1970 pour voir apparaître les premières expositions sur le symbolisme pictural : (en) French Symbolist Painters en 1972 (à Londres, Liverpool et Barcelone) puis Le symbolisme en Europe en 1975-76 (à Rotterdam, Bruxelles, Baden-Baden et Paris).

## Thèmes

### Mélancolie et pessimisme
Les œuvres symbolistes suggèrent généralement un monde mélancolique, onirique et sombre, dominé par la solitude. La plupart des symbolistes sont pessimistes, et plus ou moins obsédés par l'idée de la mort et de la douleur. Ils sont par ailleurs pour beaucoup très influencés par la philosophie de Schopenhauer. On trouve donc un certain nombre d'œuvres, parfois monumentales, liées à ces thèmes : La vie de l'Humanité de Gustave Moreau, mêlant la Genèse et le mythe d'Orphée, se conclut sur le meurtre de Caïn ; le Triptyque de la Nature de Giovanni Segantini s'achève sur le panneau de la mort ; l'œuvre entière d'Edvard Munch, qu'il conçoit comme une « frise de la vie », est dominée par l'angoisse ; les sculptures de Camille Claudel expriment l'angoisse de la séparation,. Mis à part quelques artistes profondément catholiques, comme Maurice Denis ou Jan Verkade (qui devient moine en 1897), la plupart des symbolistes s'intéressent à l'occultisme ou au spiritisme.

### Synthèse des arts

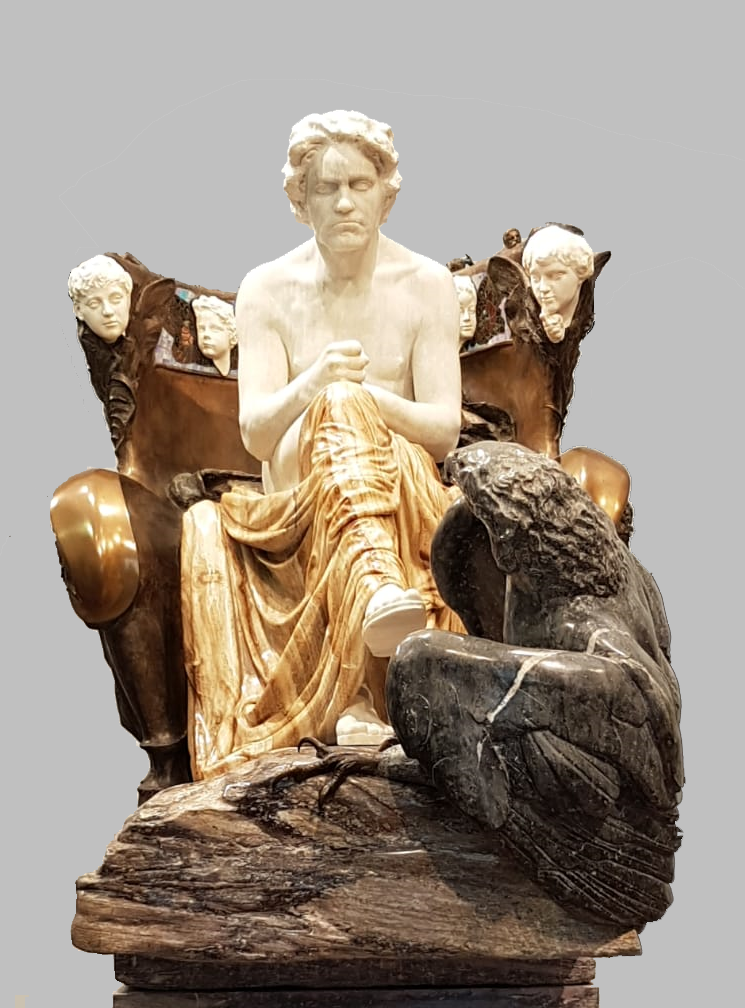
Max Klinger, Monument à Beethoven, Leipzig, Museum der bildenden Künste, 1901-1902. Klinger, très marqué par le concept d'œuvre d'art totale, est à la fois sculpteur, peintre, graveur, écrivain et musicien.

En 1885, Édouard Dujardin et Houston Stewart Chamberlain fondent la Revue wagnérienne, qui diffuse autant les thèmes chers à Wagner que sa théorie de la Gesamtkunstwerk, littéralement œuvre d'art totale. Ce concept aboutit, dans le symbolisme, à la recherche de la synthèse des arts : les artistes cherchent à faire communiquer les différents domaines artistiques (littérature, peinture, sculpture, musique, arts décoratifs),. Outre les écrits de Wagner, d'autres textes influencent cette théorie de la synthèse des arts : les Correspondances de Baudelaire, The Present Conditions of Art de George Frederic Watts et « Art poétique » paru dans Jadis et naguère de Verlaine. Dans un des premiers traités théoriques sur le symbolisme, le Traité du Verbe, René Ghil propose sa propre version de la synthèse des arts, en s'appuyant sur le poème Voyelles de Rimbaud et sur les apports de Wagner, Verlaine et Mallarmé. La musique prend une place prépondérante dans les théories symbolistes. Mallarmé, René Ghil ou Marie Krysinska lui donnent une place importante dans leurs poèmes, composés comme des mélodies. Krysinska, par ailleurs compositrice, met en musique des poèmes de Baudelaire, Verlaine et Cros et joue avec Debussy, qui compose en 1894 le célèbre Prélude à l'Après-midi d'un faune, reprise musicale du poème de Mallarmé. Un exemple d'œuvre d'art totale est montré lors de l'exposition de la Sécession viennoise en 1897 : il s'agit d'une salle entière dédiée à Beethoven, avec une statue du compositeur par Max Klinger, posée devant une fresque de Gustav Klimt représentant la Symphonie no 9,.

### Femme fatale et misogynie

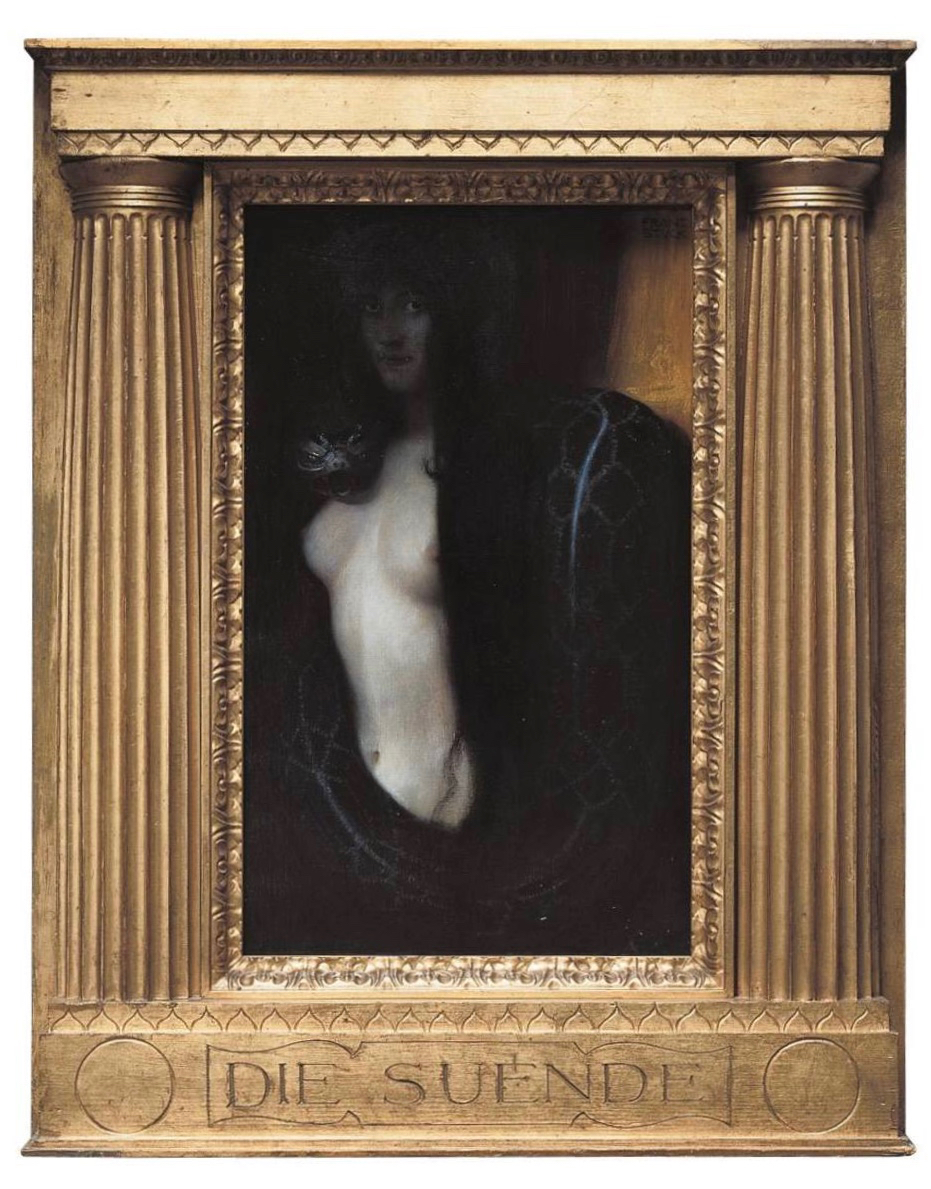
Franz von Stuck, Le Péché, Munich, Neue Pinakothek, 1893. Von Stuck, qui a peint de nombreuses représentations de femmes incarnant le vice et le fantasme, fait ériger dans son atelier, en 1898, un autel pour une des versions du Péché.

Le thème de la femme fatale est largement répandu au XIXe siècle et particulièrement dans le symbolisme. Il est déjà exploité dans Atta Troll de Heinrich Heine (1841), Salammbô et La Tentation de saint Antoine de Flaubert (1862 et 1874), ou encore les nombreuses représentations de Salomé décapitant saint Jean-Baptiste par Gustave Moreau. Le personnage de Salomé, se confondant avec sa mère Hérodiade, prend au fil du temps une dimension de plus en plus érotique au point de devenir « la déité symbolique de l'indestructible Luxure, la déesse de l'immortelle Hystérie, la Beauté maudite » pour Huysmans. La figure de Salomé/Hérodiade a un très grand succès chez les artistes fin-de-siècle : elle est le sujet des Noces d'Hérodiade de Mallarmé, et elle est aussi exploitée entre autres par Jules Laforgue, Oscar Wilde, Odilon Redon, Aubrey Beardsley, ou encore dans l'opéra Hérodiade de Jules Massenet. L'imaginaire de la femme fatale trouve une « caution scientifique » aux yeux des artistes grâce à la psychanalyse naissante et aux travaux sur l'hystérie de Jean-Martin Charcot. L'hystérie, déjà abordée dans les romans de Barbey d'Aurevilly, devient une source d'inspiration pour les représentations de femmes fatales. Des démonstrations publiques de patientes atteintes de crises à l'hôpital de la Pitié-Salpêtrière, et surtout les photos de contractions nerveuses prises par Charcot et diffusées dans des recueils, inspirent des peintres comme Alphonse Osbert, Alexandre Séon, Max Klinger et Gustav Klimt. Ces images de femmes fatales s'opposent à celles, très courantes aussi dans le symbolisme, d'effigies de la chasteté : Ophélie, Béatrice ou la Vierge Marie,.
Ces deux visions extrêmes et contraires de la femme, considérée comme un symbole, s'accompagnent d'une forte misogynie dans le symbolisme,,. Chez Schopenhauer et Baudelaire puis chez les symbolistes, la femme représente la nature et est en cela opposée à l'esprit, donc aux artistes. Ainsi, bien que les représentations de sujets féminins abondent dans les œuvres exposées aux Salons de la Rose+Croix, les femmes artistes en sont exclues, et les revues littéraires symbolistes laissent peu de place aux femmes, qui sont de plus en plus nombreuses à écrire de la poésie à la fin du XIXe siècle. Deux enquêtes parues dans La Plume en 1894 et 1896 comptent les réponses de quelques femmes sur près de 200 écrivains symbolistes : Rachilde, Marie Krysinska, Tola Dorian, Pauline Savari et Viviane de Brocélyande.

## Esthétique

### Poésie
En poésie, l'influence de Mallarmé est centrale : les jeunes poètes qui l'admirent revendiquent son style ambigu et hermétique. La volonté des poètes symbolistes est de pousser le lecteur à la lenteur, à rebours de la littérature « facile » ou de divertissement, qui s'appuierait d'abord sur la description et ne nécessiterait pas une lecture approfondie. La poésie symboliste est caractérisée par son hermétisme : elle est rendue difficile d'accès par l'emploi d'images obscures et suggestives, par une syntaxe inhabituelle et par l'emploi de mots rares, de néologismes ou d'archaïsmes. Les néologismes sont déjà très utilisés par les Hydropathes, tandis que certains poètes, comme Marcel Schwob, ont un intérêt pour les langues anciennes. Jean Moréas en appelle, dans son Manifeste, à la « bonne et luxuriante et fringante langue française d'avant les Vaugelas et les Boileau-Despréaux, la langue de François Rabelais et de Philippe de Commines, de Villon, de Rutebœuf et de tant d'autres ». La recherche du rythme mène à la déconstruction du vers classique et de la rigidité des poètes parnassiens. Le vers libre est un aboutissement de ces recherches formelles et est utilisé par de nombreux poètes (par exemple Marie Krysinska, Gustave Kahn et Jules Laforgue).

### Roman

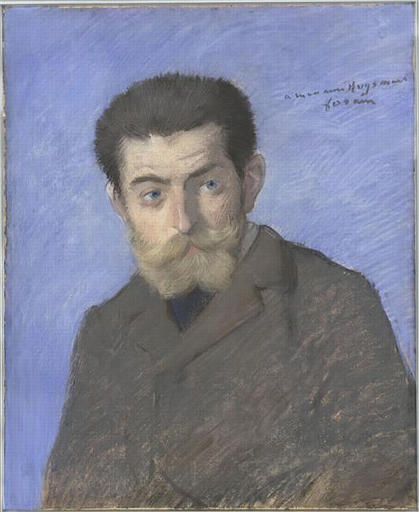
Portrait de Joris-Karl Huysmans par Forain (v. 1878), Paris, musée d'Orsay.
Son roman À rebours (1884) est souvent considéré comme l'un des premiers issus du courant symboliste.

Dès la seconde moitié du XIXe siècle, une opposition se crée entre la poésie, considérée comme idéaliste, et le roman, réaliste et narratif,. Pour certains poètes, comme Mallarmé ou Valéry, il ne peut pas y avoir de roman symboliste, puisque le symbolisme vise à suggérer et à aller à l'essentiel, alors que le roman ne peut que décrire (ce qui ne les empêche pas d'apprécier le genre, notamment Mallarmé qui salue le travail de Zola),. Le symbolisme est longtemps considéré comme un mouvement seulement poétique par les historiens, avant que de premières études sur le roman soient menées dans les années 1970. Bien qu'il n'y ait pas de texte théorique d'époque, plusieurs romanciers partagent des similitudes, et certains revendiquent le titre de « romancier symboliste », comme Remy de Gourmont lors de la parution de Sixtine en 1890.
Plusieurs romans publiés dans les années 1880 embrassent l'esthétique symboliste ou décadente sans apporter de changements à la forme descriptive, comme Le Crépuscule des dieux d'Élémir Bourges, Monsieur Vénus de Rachilde ou À rebours de Huysmans, tous parus en 1884. À rebours est parfois considéré comme le premier exemple de roman symboliste,. Il conserve une narration assez conventionnelle et se rapproche du naturalisme par certains aspects (les notions d'hérédité, de déterminisme ou de diagnostic médical, qui rappellent Zola), mais il met en place plusieurs éléments qui caractérisent les romans symbolistes des années 1890 : histoire centrée autour d'un personnage unique, espace-temps réduit, effacement du réel, peu d'intrigue.
Cherchant à créer un « roman de l'être », qui reproduirait la « vie totale de l'âme » malgré la forme narrative et descriptive du roman, plusieurs écrivains s'inspirent plus ou moins directement de la poésie, qui est considérée comme le seul moyen d'atteindre l'« essentiel ». Dans les années 1890 apparaissent donc plusieurs types de romans symbolistes : le roman poétique, qui concentre les deux genres, comme Bruges-la-Morte de Georges Rodenbach, Thulé des Brumes d'Adolphe Retté ou Ludine de Francis Poictevin ; le roman mystique ou ésotérique, comme ceux de Péladan ; enfin, des tentatives de « roman de l'être », qui invitent à suivre les pensées d'un personnage principal, chez Édouard Dujardin, Remy de Gourmont, André Gide ou Marcel Schwob,. Le monologue intérieur, déjà utilisé par Jules Laforgue en 1887 dans les Moralités légendaires, est assez courant et permet de se concentrer sur le flux de pensées du protagoniste, tout en démarquant les romans symbolistes du naturalisme.

### Théâtre

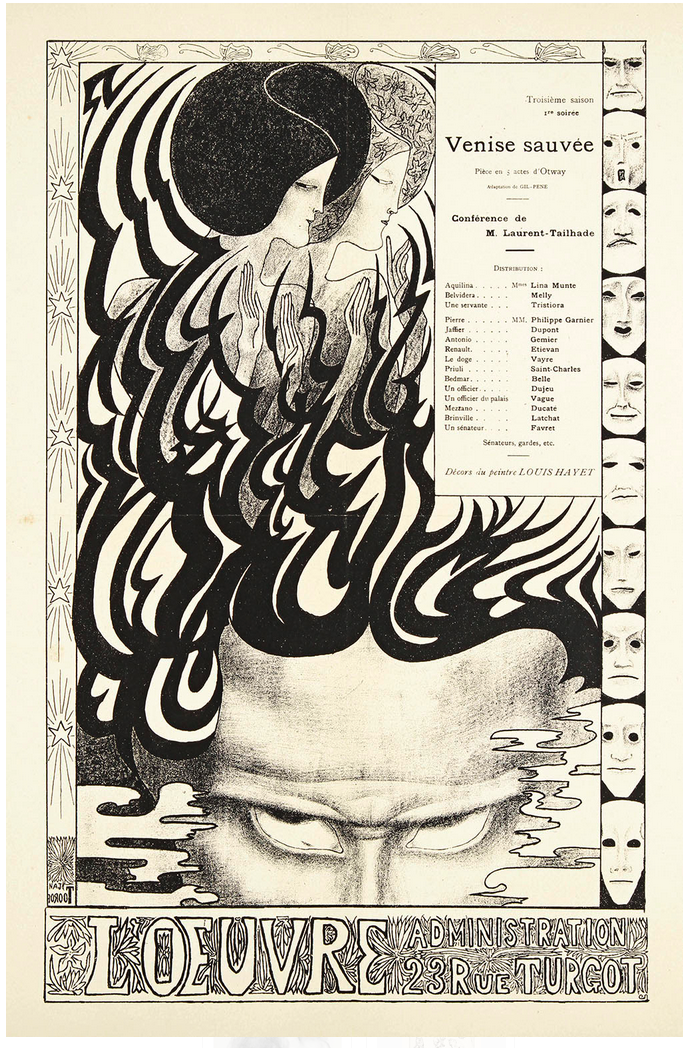
Jan Toorop, Affiche pour le Théâtre de l'Œuvre, 1896.

L'émergence du théâtre symboliste commence dans les années 1870, avec Axël, drame de Villiers de l'Isle-Adam, et l'introduction du théâtre scandinave en France via le Théâtre-Libre. Henrik Ibsen a le plus de succès, mais on compte aussi des représentations de Bjørnstjerne Bjørnson et August Strindberg. Le théâtre symboliste se développe vraiment au cours des années 1890, avec la mise en place d'une dramaturgie nouvelle. En 1890, Paul Fort, alors âgé de 17 ans, fonde le Théâtre d'Art, avec le soutien de Verlaine, Bonnard, Denis et Mallarmé, qui réfléchissait lui-même à la possibilité d'un symbolisme théâtral depuis quelques années. Le Théâtre d'Art ne dure que trois ans, faute de moyens, mais fait jouer les premières pièces symbolistes (notamment de Rachilde, Remy de Gourmont et Maurice Maeterlinck),. Le Théâtre d'Art accueille en 1890 le jeune acteur Lugné-Poe, qui vient au symbolisme après sa découverte de La Princesse Maleine et sa rencontre avec les nabis. C'est finalement lui qui devient le principal metteur en scène symboliste, après avoir fondé le Théâtre de l'Œuvre, qui succède au Théâtre d'Art en 1893. Les deux principaux dramaturges symbolistes sont Maeterlinck et Paul Claudel. La Princesse Maleine de Maeterlinck a un très grand retentissement dans les milieux symbolistes au moment de sa sortie et est alors considéré comme un des meilleurs exemples du théâtre nouveau, avec Ancaeus de Francis Vielé-Griffin, qui passe plus inaperçu. Jusqu'en 1896, Maeterlinck enchaîne les succès, notamment Pelléas et Mélisande, mis en scène par Lugné-Poe et Camille Mauclair ; la reprise par Debussy lui assure une renommée mondiale. Claudel, pour sa part, atteint vraiment le succès en 1914, donc après le symbolisme, ce qui explique qu'il soit rarement associé au mouvement, qu'il renie par ailleurs. Mais ses premières pièces, écrites entre 1887 et 1896, sont très représentatives du symbolisme, notamment Tête d'or, parue la même année que Princesse Maleine.
Le théâtre symboliste se différencie clairement du théâtre classique, autant pour la mise en scène que pour le jeu d'acteur. Il se caractérise par l'effacement du cadre spatio-temporel : rien ne permet d'identifier un lieu ou une époque, dans les textes, les costumes ou les décors. Les personnages eux-mêmes sont peu identifiables à une classe ou à un type précis et sont parfois dépourvus de noms. Leurs gestes, leurs comportements, leurs manières de parler participent à les rendre irréels, et Maeterlinck les décrit comme « des somnambules un peu sourds constamment arrachés à un songe pénible ». Les décors, contrairement à ceux du théâtre classique, ne visent pas à imiter la réalité. Sans aller jusqu'à une absence totale, les metteurs en scène font faire des décors abstraits, notamment peints par les nabis et Toulouse-Lautrec. Mais les pièces visent avant tout à donner un sens métaphysique au texte, afin d'en faire un « drame cérébral », comme le décrit Rachilde pour sa pièce Madame la Mort : « je prie les spectateurs de compter le décor à peu près pour rien ». La scène est généralement dans la pénombre, voire dans l'obscurité totale pour certains passages, afin de fixer l'attention sur le texte. Celui-ci, comme pour la poésie, requiert parfois une attention soutenue de la part du public pour être compris, et le théâtre symboliste est rapidement critiqué pour son obscurité. Un rideau de gaze est parfois utilisé pour dissimuler les acteurs, qui font peu de gestes, souvent très lents, et parlent sur un ton monotone,.

### Musique

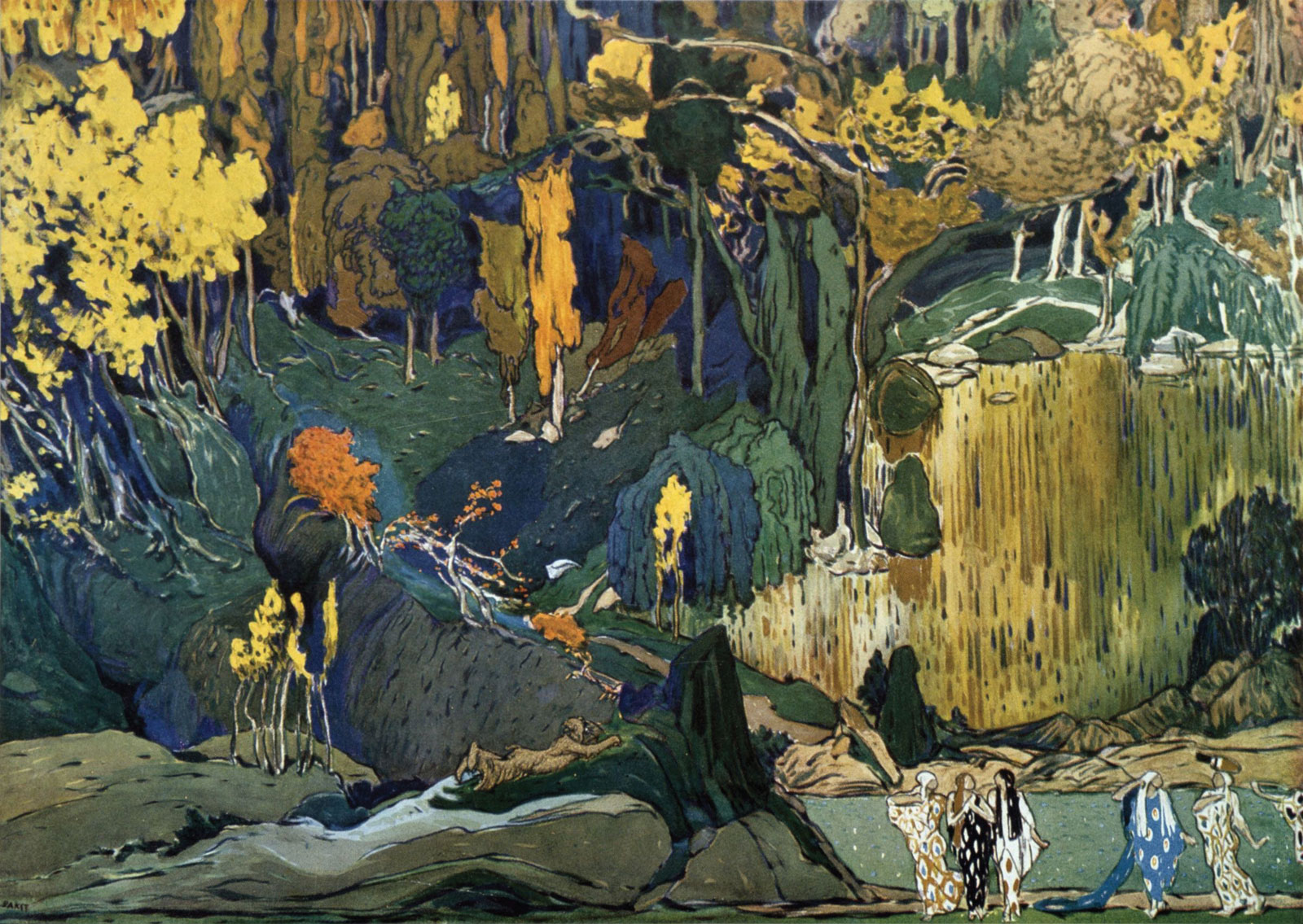
Léon Bakst réalise les décors pour L'Après-Midi d'un Faune, ballet de Nijinski d'après le Prélude de Debussy, lui-même inspiré par un poème de Mallarmé (esquisse de 1911).

La musique symboliste se construit sur la collaboration entre compositeurs et poètes, via la mise en musique de poèmes par Ernest Chausson (les Serres chaudes d'après Maeterlinck), Gabriel Fauré (La Bonne Chanson d'après Verlaine) ou Claude Debussy (Prélude à l'Après-midi d'un faune d'après Mallarmé). Le succès de Pelléas et Mélisande de Maeterlinck, considéré comme une œuvre phare du théâtre symboliste, donne lieu à des reprises par Fauré, Debussy, William Wallace, Arnold Schönberg et Jean Sibelius, toutes écrites entre 1898 et 1905. L'opéra, par la collaboration nécessaire entre poète, musicien, metteur en scène et plasticien, se rapproche de l'œuvre d'art totale voulue par les symbolistes ; d'ailleurs, de nombreuses pièces de théâtre prévoient une musique de scène qui, en guise de « décoration poétique », font écho au texte dramatique.
Les compositeurs symbolistes ont un fort engouement pour les œuvres de Wagner,, bien que certains s'en détachent, comme Debussy, Schönberg, Richard Strauss et Béla Bartók. La musique symboliste a un langage musical propre, caractérisé par la suggestion, la multiplication des demi-tons et des sonorités nouvelles par rapport à la musique alors en vogue. Certains compositeurs en partie assimilables au symbolisme, comme Saint-Saëns, Paul Dukas et Alexandre Scriabine, utilisent la forme du poème symphonique. Toutefois, la forme de la musique symboliste est ardue à définir, notamment parce que la poésie symboliste se veut déjà musicale : des auteurs comme la chercheuse Mireille Losco estiment ainsi que la notion de symbolisme musical reste « flottante » et elle qualifie le livret d'opéra symboliste d'« objet fuyant » voire « improbable », puisque finalement le symbolisme se situerait davantage du côté de la littérature que de la musique.

### Peinture
En peinture, comme le souligne Pierre-Louis Mathieu, « il n'existe pas de style symboliste, l'unité du mouvement étant davantage constituée par les thèmes abordés que par la manière de peindre », et plusieurs tendances stylistiques coexistent. D'une manière générale, les peintres symbolistes rejettent l'impressionnisme, qui adhère trop fortement à la modernité, et le naturalisme, qui imite trop la réalité. Ce rejet est exprimé dès la première définition du symbolisme en peinture, donnée par Maurice Denis en 1890. Le manifeste de Gabriel-Albert Aurier, qui n'a pas un très grand retentissement lors de sa publication en 1891, sert plus tard de base aux théoriciens du symbolisme en peinture. Il y définit l'œuvre d'art idéale en cinq points : « 1° Idéiste, puisque son idéal unique sera l'expression de l'Idée ; 2° Symboliste, puisqu'elle exprimera cette Idée par des formes ; 3° Synthétique, puisqu'elle écrira ces formes, ces signes, selon un mode de compréhension générale ; 4° Subjective, puisque l'objet n'y sera jamais considéré en tant qu'objet, mais en tant que signe d'idée perçu par le sujet ; 5° (C'est une conséquence) décorative. »
Les deux principales tendances du symbolisme en peinture sont portées par les nabis d'une part, et les Salons de la Rose-Croix d'autre part. Les artistes de la Rose-Croix représentent souvent des scènes hors du monde réel, parfois dans un passé rêvé et imaginaire : Joséphin Péladan prône un retour à la tradition du Moyen Âge et de la Renaissance et n'autorise pas les natures mortes et les scènes de la vie contemporaine dans ses expositions. L'esthétique et les sujets de la Rose-Croix se rapprochent du Moyen Âge légendaire des préraphaélites, de l'Arcadie rêvée de Pierre Puvis de Chavannes, des sujets mythiques de Gustave Moreau et Arnold Böcklin, et de l'univers onirique d'Odilon Redon, qui sont les principales références des symbolistes,. Péladan juge plutôt les œuvres à leurs sujets qu'à leur style,. La volonté de retour au passé passe par une forme de naïveté, voire de maladresse dans la technique, qui se retrouvent aussi chez les nabis et Gauguin. Les nabis se différencient de la Rose-Croix par leur volonté de créer une manière de peindre nouvelle, et qui aboutit à une forte stylisation des lignes et des couleurs,. Leur principal souci est de rendre la représentation du réel subjective et non plus dictée par l'imitation de la nature ; en outre, certains nabis, comme Bonnard et Vuillard, ont peu d'intérêt pour la métaphysique ou le symbolisme religieux.
Dans ces deux tendances, les artistes montrent un fort intérêt pour les arts appliqués et les techniques de production traditionnelles. L'emploi de techniques artisanales rapproche le symbolisme des courants contemporains de l'Art nouveau et du Arts and Crafts Movement, ainsi que de la recherche d'« authenticité » des préraphaélites.

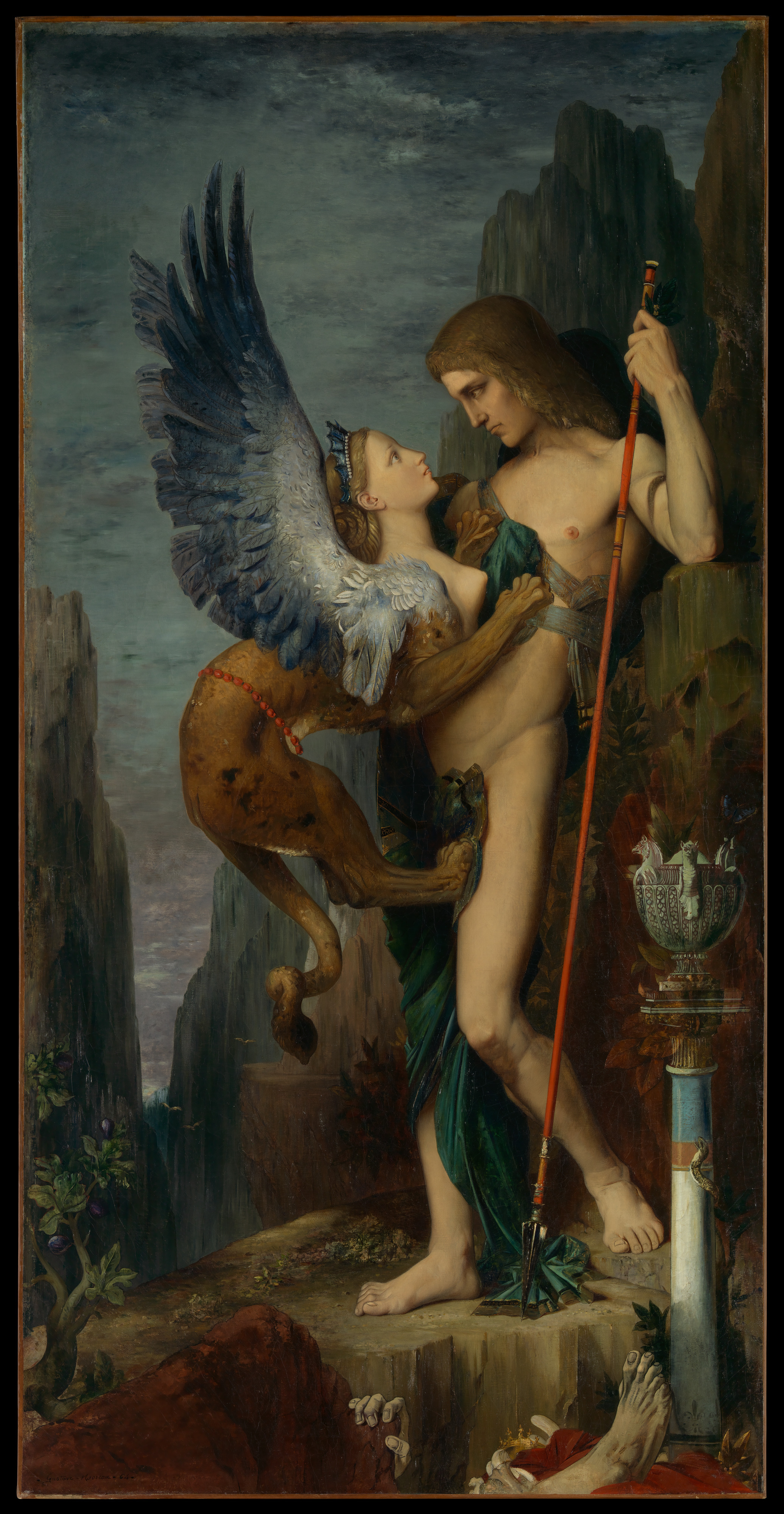
Gustave Moreau, Œdipe et le Sphinx, New York, Metropolitan Museum of Art, 1864.
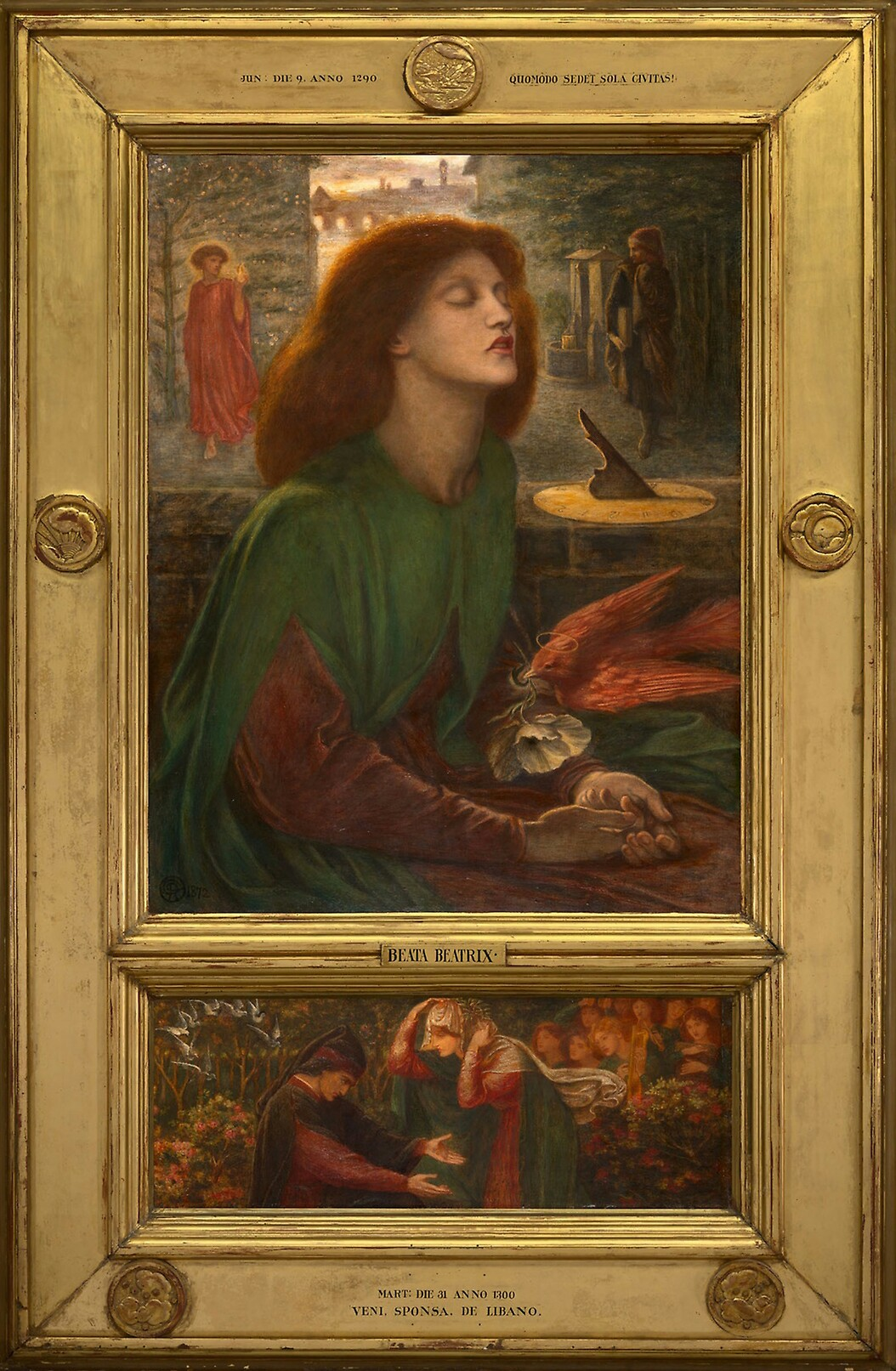
Dante Gabriel Rossetti, Beata Beatrix, Chicago, The Art Institute, 1872. Ce tableau, qui imite les retables médiévaux, regorge de détails symboliques[176].
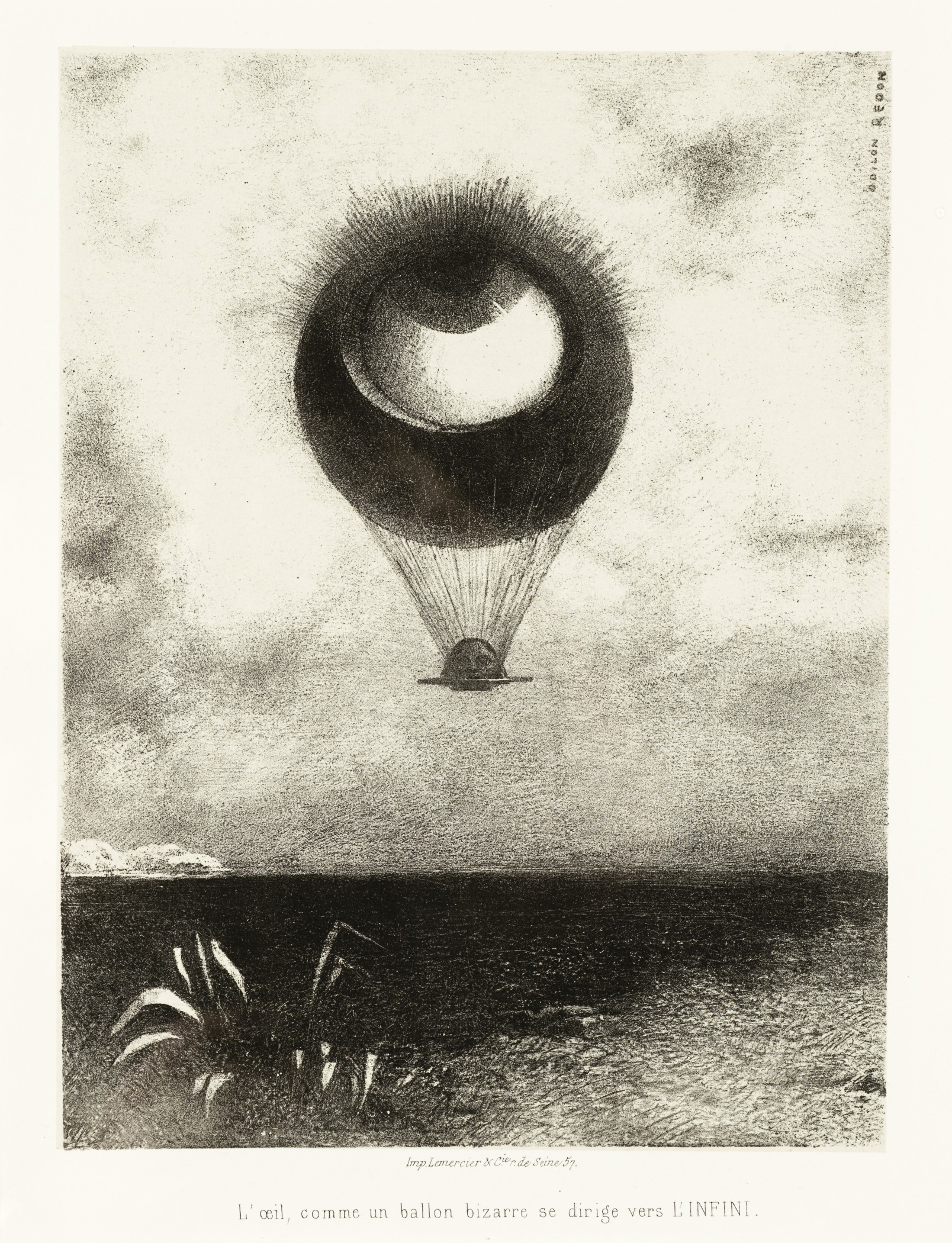
Odilon Redon, L'œil, comme un ballon bizarre, se dirige vers l'infini, extrait du recueil À Edgar Poe, 1882.
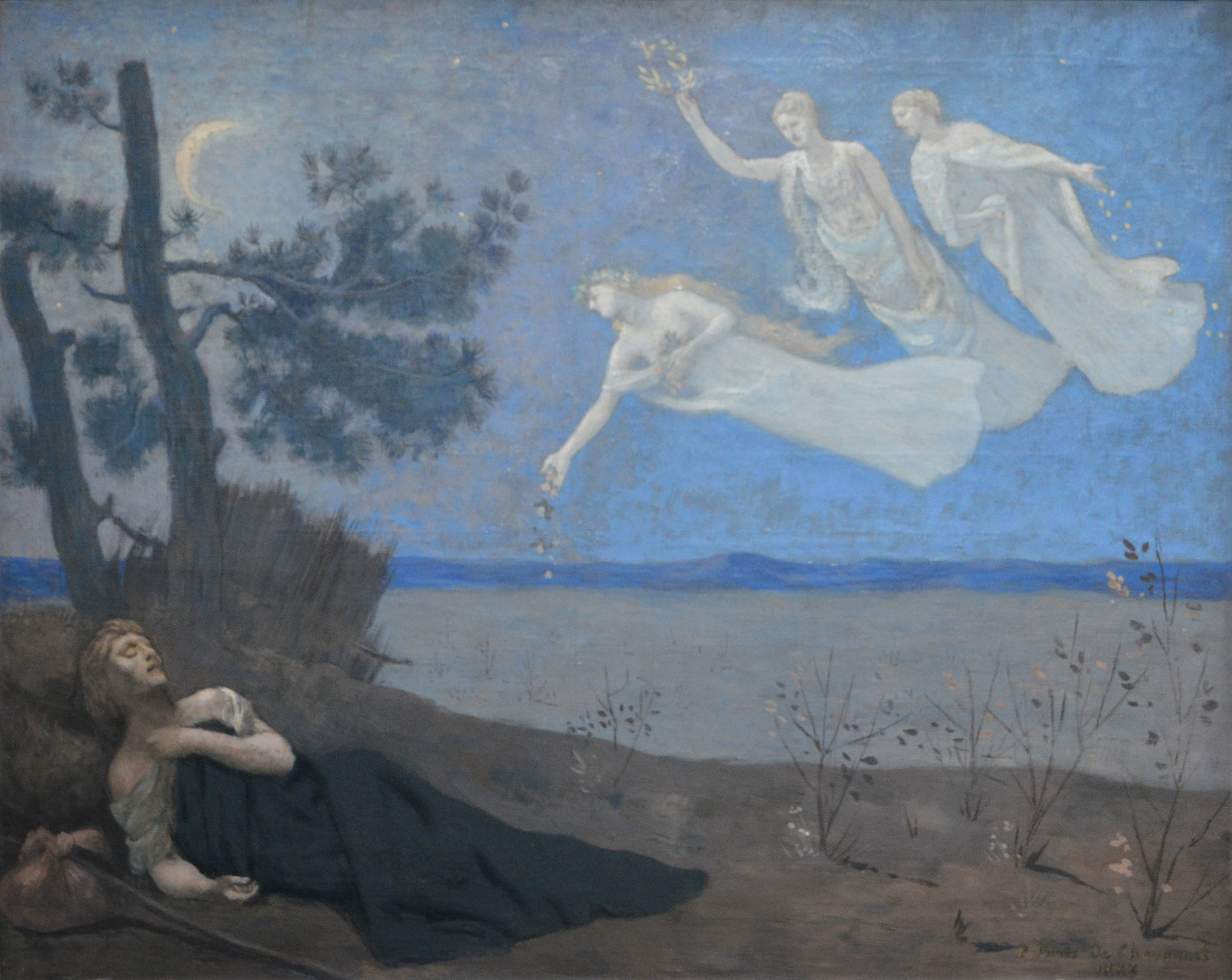
Pierre Puvis de Chavannes, Le Rêve, Paris, Musée d'Orsay, 1883.
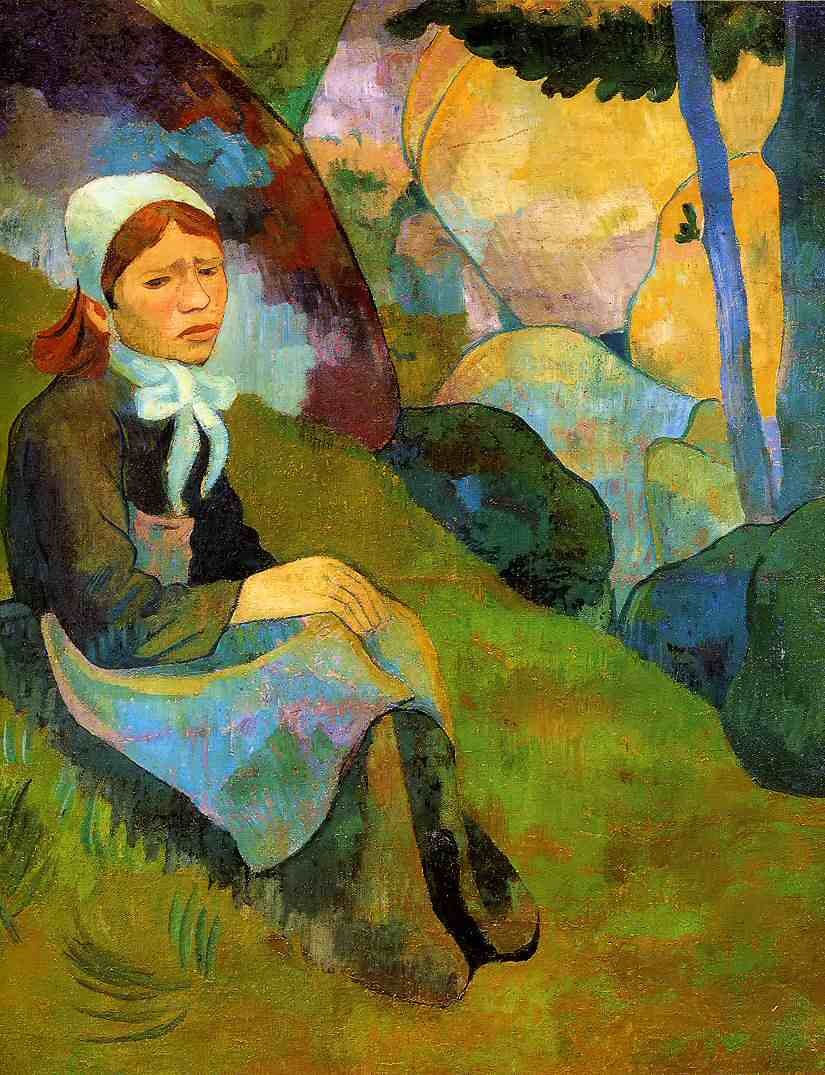
Paul Sérusier, Solitude, Rennes, Musée des Beaux-Arts, 1892. Un exemple des recherches esthétiques des nabis, proches de celles de Gauguin[176].
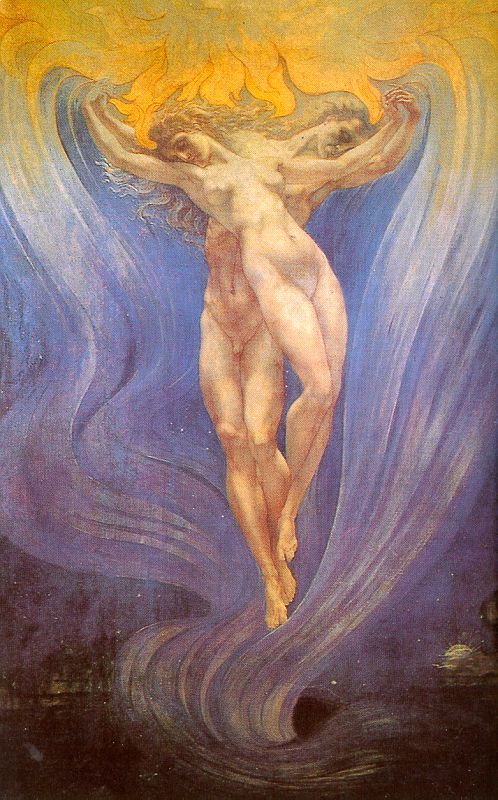
Jean Delville, L'amour des âmes, Bruxelles, Musée d'Ixelles, 1900. Delville est un exposant fidèle des Salons de la Rose-Croix, et un des artistes préférés de Péladan[176].